# 欧州連合

欧州連合
EU各公用語表記

欧州連合の標語: In varietate concordia
（ラテン語: 多様性における統一）欧州連合の歌: 交響曲第9番第4楽章「歓喜の歌」

1. 
2. 
3. 
4. 
5. 
6. 
7. 

欧州連合（おうしゅうれんごう、英: European Union、仏: Union européenne、独: Europäische Union、伊: Unione Europea、略称：EU、UE）は、ヨーロッパを中心に27か国が加盟する国家連合である。総面積は4,233,255.3平方キロメートル (1,634,469.0 sq mi) で、総人口は約4億4700万人と推定されている。EUは加盟国が一体となって行動することに同意した場合にのみ、これらの事項についてすべての加盟国に適用される標準化された法制度を通じて、域内単一市場を発展させてきた。EUの政策は、域内市場における人、物、サービスおよび資本の自由な移動を確保し、司法および内政に関する法律を制定し、貿易、農業、漁業および地域開発に関する共通政策を維持することを目的としている。シェンゲン圏内の旅行については、パスポートによる管理が廃止された。通貨同盟は1999年に設立、2002年に完全施行され、ユーロ通貨を使用する20のEU加盟国で構成されている。
EUおよびEU市民権は、1993年のマーストリヒト条約の発効によって確立された。その起源は、それぞれ1951年のパリ条約と1957年のローマ条約によって設立された欧州石炭鉄鋼共同体 （ECSC）と欧州経済共同体（EEC）にある。欧州経済共同体として知られるようになった最初のメンバーは、フランス、西ドイツ、イタリア、オランダ、ベルギー、ルクセンブルクの6か国であった。共同体とその後継組織は、新たな国の加盟によって規模を拡大し、その権限に政策分野を加えることで権力を拡大した。EUの憲法上の基盤に対する最近の大きな改正であるリスボン条約が2009年に発効した。
イギリスは2020年1月にEUを離脱した。2016年の国民投票を経て離脱の意思を表明し、離脱協定を交渉した。イギリスは2020年12月31日までは過渡期にあり、その間はEU法とEU単一市場・関税同盟の一部の適用を受けていた。これまでEUやその前身となる地域から離脱したのは、フランス領アルジェリア（1962年、独立に際して）、グリーンランド（1985年の住民投票の結果）、サンバルテルミー（2012年）の3の国と地域のみであった。
EUは、2020年には世界人口の約5.8%を占めており、2017年（イギリスを含む）の名目GDPは約20兆ドルと、世界の名目GDPの約25%を占めていた。また、国際連合開発計画によれば、EU各国とも非常に高い人間開発指数を持っている。2012年、EUはノーベル平和賞を受賞した。共通外交・安全保障政策を通じて、EUは対外関係と防衛における役割を発展させてきた。国連、 WTO 、G20、G7に代表される世界各地に常設の在外公館を持ち、グローバルな影響力を持つEUは、新興大国と言われている。

## 歴史

### 準備作業とパリ条約（1945年 - 1957年）
第一次世界大戦後、特に第二次世界大戦では、1944年のブレトンウッズ体制、1945年の国際連合、フランス連合（1946-1958）の設立により、国際主義が台頭し、後者は植民地を欧州コミュニティに統合する可能性を持って脱植民地化を指導した。このような観点から、欧州統合は既に戦争中に大陸の一部を荒廃させた極端なナショナリズムに対する解毒剤と見なされていた。
アルティエロ・スピネッリによる1941年の「ヴェントテネ監獄宣言」は、イタリアのレジスタンスを通じ、また1943年以降はヨーロッパ連邦主義運動を通じて、欧州統合を推進した。ウィンストン・チャーチルは1943年に戦後の「欧州評議会」を提唱し、1946年9月19日にはチューリッヒ大学で、偶然にも欧州連邦主義者連合のヘルテンシュタイン会議と並行して、「欧州合衆国」を提唱した。戦間期にヨーロッパ統合のための最古の組織である「汎ヨーロッパ連合」を成功させたリヒャルト・クーデンホーフ＝カレルギーは、1947年6月に「欧州議会連合（EPU）」を設立した。
連合国は戦時中の1943年のモスクワ会議で、1944年に欧州諮問委員会の設立を決定し、1945年の終戦とともに連合国統制会議が設立された。1947年3月、フランスとイギリスはダンケルク条約に調印した。1948年2月のチェコスロバキア共産党によるクーデター直後、ロンドン6か国会議が開催され、ルール国際機構が設立され、ソ連は連合国統制会議から離脱した。さらに1948年3月にはブリュッセル条約が締結され、ウエスタンユニオン（WU）が設立され、1954年には西欧同盟（WEU）の設立のための条約が拡大された。さらに1948年4月には、より広範な経済協力開発機構（OECD）も設立された。

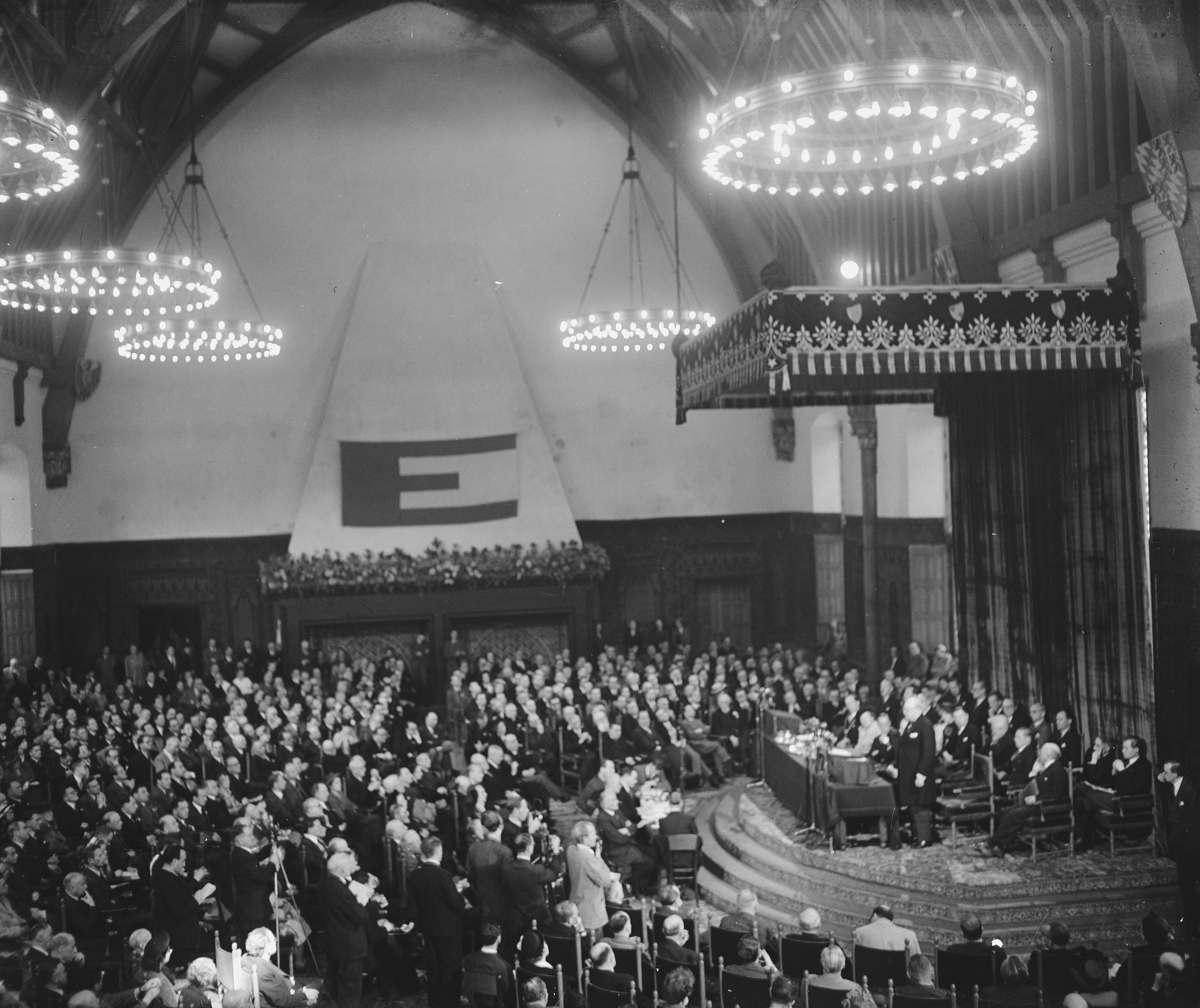
ハーグの騎士の館での会議（1948年5月9日）

欧州統合において極めて重要な出来事は、1948年5月のハーグ会議であった。この会議によって、欧州運動インターナショナル、欧州大学、そして最も重要な1949年5月5日（今日の欧州の日）の欧州評議会の設立につながったからである。欧州評議会は、ヨーロッパの主権国家を結集した最初の機関であり、その後の2年間、さらなるヨーロッパ統合に向けて大きな希望と熱狂的な議論を巻き起こした。それ以来、欧州評議会は、協力と共有の問題をさらに進めるための幅広いフォーラムとなり、1950年に署名された欧州人権条約のようなものを達成した。
EUの制度が実際に誕生するために不可欠だったのは、1950年5月9日のシューマン宣言（第5回戦勝記念日の翌日、今日の欧州の日）、そしてシューマンに従って6か国（フランス、西ドイツ、イタリア、オランダ、ベルギー、ルクセンブルク）がパリ条約を起草し、1952年までにルールに関する国際自治権を設置した連合国を基盤として、欧州石炭鉄鋼共同体（ECSC）を発足させた決定であった。1948年以降、アメリカから多額の資金が提供されたマーシャル・プランに支えられ、ECSCは欧州経済の発展と統合を可能にする画期的な組織となり、欧州委員会や議会といったEUの主要機関の原点となった。EUの設立者たちは、石炭と鉄鋼が戦争に不可欠な産業であることを理解し、自国の産業を結びつけることによって、将来国家間の戦争が起こる可能性を低くすることができると考えていた。この共同体には、トルーマン・ドクトリンのもと1949年に設立されたNATOに西ドイツが加盟する代わりに提案された欧州防衛共同体も含まれることになっていた。
1954年、NATOがWUから権限を引き継ぎ、西ドイツが加盟した後、西欧同盟が設立された。1955年にはソ連がワルシャワ条約を結び、東欧での地位を強化することになった。1955年に開催されたメッシーナ会議では、欧州統合の進展が評価され、1956年にスパーク報告書が出され、欧州統合の次の重要なステップが提言された。

### ローマ条約（1957年 - 1992年）

EUの加盟国（1993年以前の欧州共同体）の領域を加盟順に色付けしたもの

1957年、フランス、西ドイツ、イタリア、オランダ、ベルギー、ルクセンブルクはローマ条約に調印し、欧州経済共同体（EEC）を創設し、関税同盟を確立した。また、原子力開発に協力するため、欧州原子力共同体（Euratom）を創設する条約にも調印した。両条約は1958年に発効した。
EECとEuratomはECSCとは別に設立され、当初ECSCの事案のみ扱っていた欧州石炭鉄鋼共同体裁判所（欧州司法裁判所、ECJ） がEECとEuratomもカバーするようになったほか、議会も共有した。EECのトップはヴァルター・ハルシュタイン（ハルシュタイン委員会）、Euratomのトップはルイ・アルマン（アルマン委員会）、その後エティエンヌ・ヒルシュが務めた。EECが加盟国間の関税同盟を発展させるのに対して、Euratomは原子力における分野統合を行うことになっていた 。
1960年代には、フランスが超国家的な力を制限しようとする緊張が見え始めた。しかし、1965年に合意に達し、1967年7月1日、統合条約により、3つの共同体のための単一の制度が創設され、これらは総称して「欧州共同体（EC）」と呼ばれるようになった 。ジャン・レイは、最初の統合委員会の委員長を務めた。
1973年、共同体はイギリス、デンマーク（グリーンランドを含む）、アイルランドに拡大された（グリーンランドは漁業権をめぐって1985年に共同体から離脱）。同時にノルウェーも加盟を交渉していたが、ノルウェーの有権者は国民投票で加盟を拒否した。1979年には、初の欧州議会直接選挙が実施された。
1981年にギリシャが、1986年にポルトガルとスペインが加盟した。1985年、シェンゲン協定により、ほとんどの加盟国と一部の非加盟国の間で、旅券規制のない開かれた国境が実現した。1986年、EECは欧州旗の使用を開始し、単一欧州議定書が調印された。
1990年、東側諸国の崩壊後、旧東ドイツは再統一されたドイツの一部として共同体の一員となった。

### マーストリヒト条約（1992年 - 2007年）

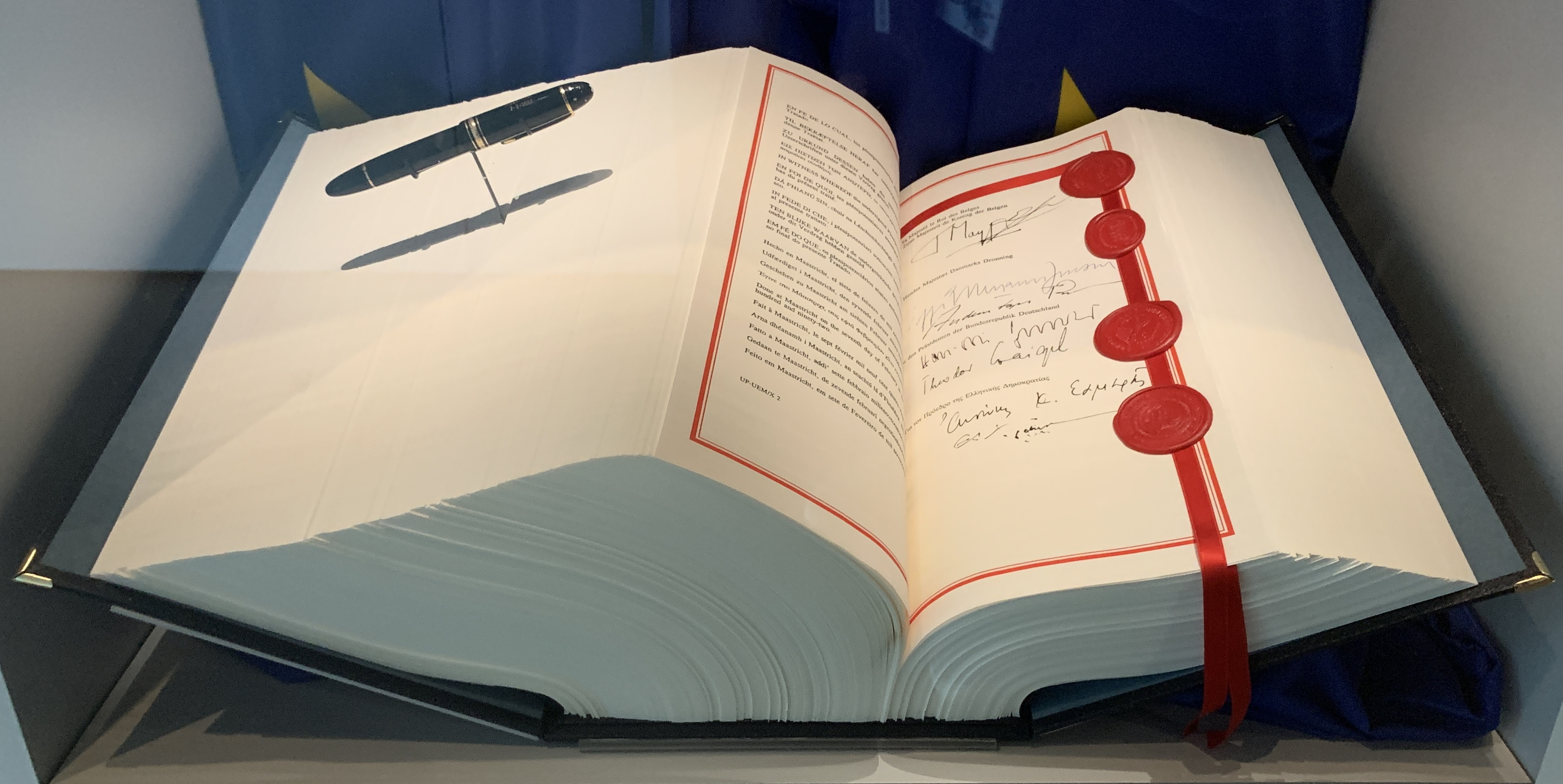
マーストリヒト条約。国家元首を代表する閣僚の署名が入っている。

1993年11月1日、ホルスト・ケーラー、ヘルムート・コール、フランソワ・ミッテランが中心となって策定したマーストリヒト条約が発効し、欧州連合が正式に設立された 。この条約により、それまで「欧州共同体」と呼ばれていたものが、「欧州連合（European Union、EU）」と呼ばれるようになった。1993年6月には、旧共産圏の中・東欧諸国やキプロスとマルタを含むさらなる拡大が計画され、EU加盟候補国に対するコペンハーゲン基準が合意された。EUの拡大は、新たなレベルの複雑さと不和をもたらした。1995年、フィンランド、スウェーデン、オーストリアがEUに加盟した。
2002年には、加盟国のうち12か国でユーロ紙幣と硬貨が自国通貨に取って代わった。それ以来、ユーロ圏は20か国を含むまでに拡大した。ユーロは世界第2位の基軸通貨となった。2004年には、キプロス、チェコ、エストニア、ハンガリー、ラトビア、リトアニア、マルタ、ポーランド、スロバキア、スロベニアが加盟し、EUはこれまでで最大の規模に拡大した。

### リスボン条約（2007年 - 現在）

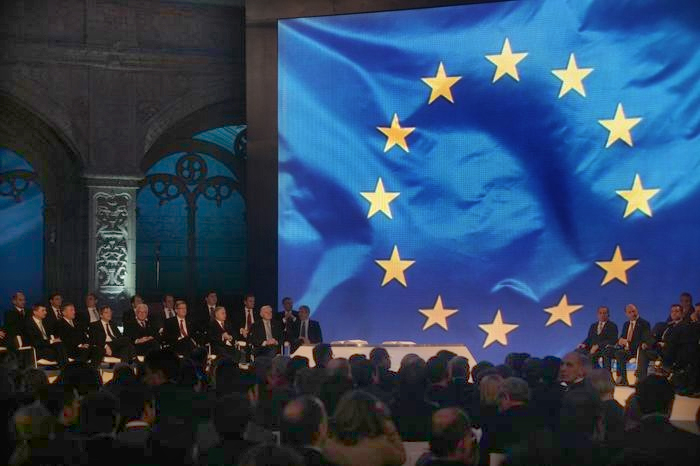
ポルトガル、リスボンのジェロニモス修道院で調印

2007年、ルーマニアとブルガリアがEUに加盟した。その後、同年スロベニアが、2008年にキプロスとマルタ、2009年にスロバキア、2011年にエストニア、2014年にラトビア、2015年にリトアニアがユーロを導入した。
2009年12月1日、リスボン条約が発効し、EUの多くの側面が改革された。特に、EUの法的構造を変更し、EUの3本柱体制を法人格を備えた単一の法人に統合し、大統領（初代はヘルマン・ファン・ロンパウ）を創設し、外務・安保政策上級代表の地位を強化した。
2012年、EUは 「欧州における平和と和解、民主主義、人権の進展に貢献した」としてノーベル平和賞を受賞した 。2013年、クロアチアは28番目のEU加盟国となった。
2010年代に入ってからは、ユーロ圏の一部の国々における債務危機、アフリカやアジアからの移民の増加、イギリスのEU離脱など、いくつかの問題によってEUの結束力が試されている。イギリスでは2016年にEU加盟に関する国民投票が行われ、参加者の51.9%が離脱に投票した。イギリスは2017年3月29日に離脱の決定を欧州理事会に正式に通知し、EU離脱のための正式な離脱手続きを開始した。手続きの延長を経て、イギリスは2020年1月31日にEUを離脱したが、2020年12月31日23時（GMT）まで続く移行期間中はEU法のほとんどの分野がイギリスに継続して適用されることとなった。

## 加盟国
欧州連合はフランス、西ドイツ、イタリア、オランダ、ベルギー、ルクセンブルグの6か国から始まり、その後、拡大され、現在では27か国が加盟している。各国は、設立条約に加盟することでEUに加盟し、EU加盟国としての特権と義務を負う。加盟するためには、加盟国の主権をEUの機関に一部委譲し、その代わりにEUの機関内に代表を置くという、いわゆる「主権の共有」が必要とされる 。ヨーロッパ人の 65%が、欧州連合に加盟することは良いことだと考えている。
EUに加盟するためには、1993年にコペンハーゲンで開催された欧州理事会で定められた「コペンハーゲン基準」を満たす必要がある。この基準では、人権と法の支配を尊重する安定した民主主義（例:死刑制度の廃止）、機能する市場経済、EU法を含む加盟国としての義務の受諾が要求されている。評価は欧州理事会が行う。リスボン条約第50条は、加盟国がEUから離脱するための根拠となるものである。これまでに2つの地域が離脱している。デンマークの自治州であるグリーンランドは1985年に脱退、イギリスは2017年にEUに関する連結条約第50条を正式に発動し、2020年にはEUを離脱した唯一の主権国家となった。
加盟候補国として認められているのはアルバニア、ボスニア・ヘルツェゴビナ、ジョージア、モルドバ、モンテネグロ、北マケドニア、セルビア、トルコ、ウクライナの9か国である。アイスランド、スイス、ノルウェーは過去に加盟申請書を提出したが、その後凍結または取り下げたことがある。さらに、コソボが潜在的加盟候補国として認識されており、加盟申請書を提出している。
2022年、ロシアがウクライナに侵攻したことを受け、ウクライナは2022年2月に正式にEU加盟申請書を提出した 。ウクライナ大統領のウォロディミル・ゼレンスキーは、ウクライナの即時加盟を要請した。ジョージアとモルドバも2022年3月上旬にEUへの加盟を申請した 。2022年6月23日、ウクライナとモルドバは加盟候補国となった。。2023年12月14日、EU首脳会議はウクライナとモルドバの加盟交渉を正式に開始することを決定した。また、ジョージアが正式な加盟候補国となった。
欧州自由貿易連合（EFTA）を形成する4か国は、EU加盟国ではないが、EUの経済と規制に一部コミットしている。アイスランド、リヒテンシュタイン、ノルウェーは欧州経済領域を通じて単一市場の一員であり、スイスは二国間条約を通じて同様の関係を持っている 。欧州の小国であるアンドラ、モナコ、サンマリノ、バチカン市国は、ユーロの使用などの協力関係を結んでいる。
| 国             | 首都             | 加盟日       | 人口(2024) | 面積           | 人口密度     | 欧州議員数 |
| -------------- | ---------------- | ------------ | ---------- | -------------- | ------------ | ---------- |
| オーストリア   | ウィーン         | 1995年1月1日 | 8,977,139  | 83,855 km 2    | 106 / km 2   | 19         |
| ベルギー       | ブリュッセル     | 創設国       | 11,715,774 | 30,528 km 2    | 376 / km 2   | 21         |
| ブルガリア     | ソフィア         | 2007年1月1日 | 6,618,615  | 110,994 km 2   | 63 / km 2    | 17         |
| クロアチア     | ザグレブ         | 2013年7月1日 | 3,986,626  | 56,594 km 2    | 72 / km 2    | 12         |
| キプロス       | ニコシア         | 2004年5月1日 | 1,268,467  | 9,251 km 2     | 95 / km 2    | 6          |
| チェコ         | プラハ           | 2004年5月1日 | 10,503,733 | 78,866 km 2    | 135 / km 2   | 21         |
| デンマーク     | コペンハーゲン   | 1973年1月1日 | 5,939,695  | 43,075 km 2    | 135 / km 2   | 14         |
| エストニア     | タリン           | 2004年5月1日 | 1,319,041  | 45,227 km 2    | 29 / km 2    | 7          |
| フィンランド   | ヘルシンキ       | 1995年1月1日 | 5,549,885  | 338,424 km 2   | 16 / km 2    | 14         |
| フランス       | パリ             | 創設国       | 64,881,830 | 640,679 km 2   | 105 / km 2   | 79         |
| ドイツ         | ベルリン         | 創設国       | 83,252,474 | 357,021 km 2   | 233 / km 2   | 96         |
| ギリシャ       | アテネ           | 1981年1月1日 | 10,302,720 | 131,990 km 2   | 81 / km 2    | 21         |
| ハンガリー     | ブダペスト       | 2004年5月1日 | 9,994,992  | 93,030 km 2    | 105 / km 2   | 21         |
| アイルランド   | ダブリン         | 1973年1月1日 | 5,089,478  | 70,273 km 2    | 70 / km 2    | 13         |
| イタリア       | ローマ           | 創設国       | 58,697,744 | 301,338 km 2   | 200 / km 2   | 76         |
| ラトビア       | リガ             | 2004年5月1日 | 1,810,240  | 64,589 km 2    | 30 / km 2    | 8          |
| リトアニア     | ヴィリニュス     | 2004年5月1日 | 2,692,798  | 65,200 km 2    | 43 / km 2    | 11         |
| ルクセンブルク | ルクセンブルク市 | 創設国       | 661,594    | 2,586 km 2     | 237 / km 2   | 6          |
| マルタ         | バレッタ         | 2004年5月1日 | 536,740    | 316 km 2       | 1,562 / km 2 | 6          |
| オランダ       | アムステルダム   | 創設国       | 17,671,125 | 41,543 km 2    | 416 / km 2   | 29         |
| ポーランド     | ワルシャワ       | 2004年5月1日 | 40,221,725 | 312,685 km 2   | 121 / km 2   | 52         |
| ポルトガル     | リスボン         | 1986年1月1日 | 10,223,348 | 92,390 km 2    | 111 / km 2   | 21         |
| ルーマニア     | ブカレスト       | 2007年1月1日 | 19,618,995 | 238,391 km 2   | 81 / km 2    | 33         |
| スロバキア     | ブラチスラヴァ   | 2004年5月1日 | 5,702,832  | 49,035 km 2    | 111 / km 2   | 14         |
| スロベニア     | リュブリャナ     | 2004年5月1日 | 2,118,964  | 20,273 km 2    | 103 / km 2   | 8          |
| スペイン       | マドリード       | 1986年1月1日 | 47,473,373 | 504,030 km 2   | 93 / km 2    | 59         |
| スウェーデン   | ストックホルム   | 1995年1月1日 | 10,673,669 | 449,964 km 2   | 23 / km 2    | 21         |
| 合計27         | 合計27           | 合計27       | 526000000  | 4,233,262 km 2 | 106 / km 2   | 705        |

### 過去の加盟国
イギリス：2020年1月31日に脱退。

## 政治

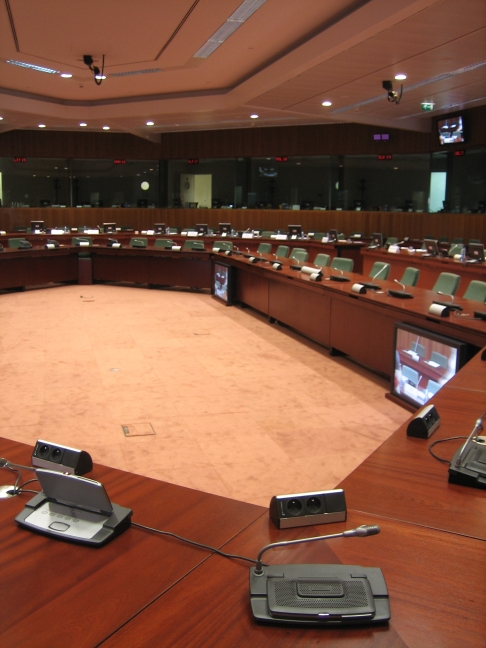
欧州連合理事会の会議場
ブリュッセルのユストゥス・リプシウス・ビル内にある

EUの最高意思決定機関は全加盟国の政府の長と欧州委員会委員長および大統領にも相当するとされる常任議長による欧州理事会である。欧州理事会は、1年に最低4回の公式会合と、不定期の非公式会合を開き、そこでEUの方針や政策の大局を決定する。また、常任議長は、欧州委員会委員長とともに、対外的にEUを代表する。一方で個別・具体的な政策の詳細を定めるのは加盟国の閣僚から成るEU理事会（閣僚理事会、あるいは単に理事会とも呼ばれる）である。 EU理事会は各分野の政策ごとに分かれておりそれぞれの担当閣僚が出席している。

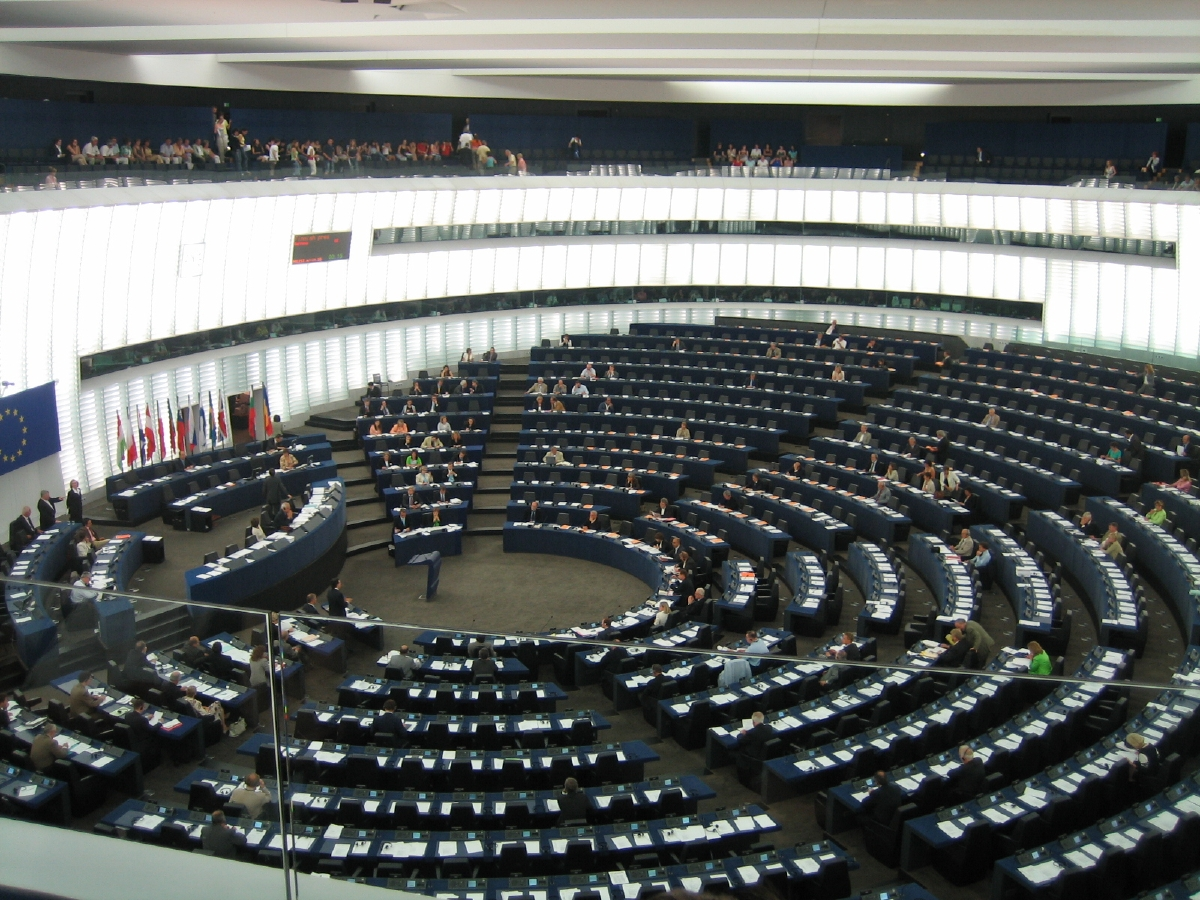
ストラスブールのルイーズ・ワイス・ビルにある欧州議会の本会議場

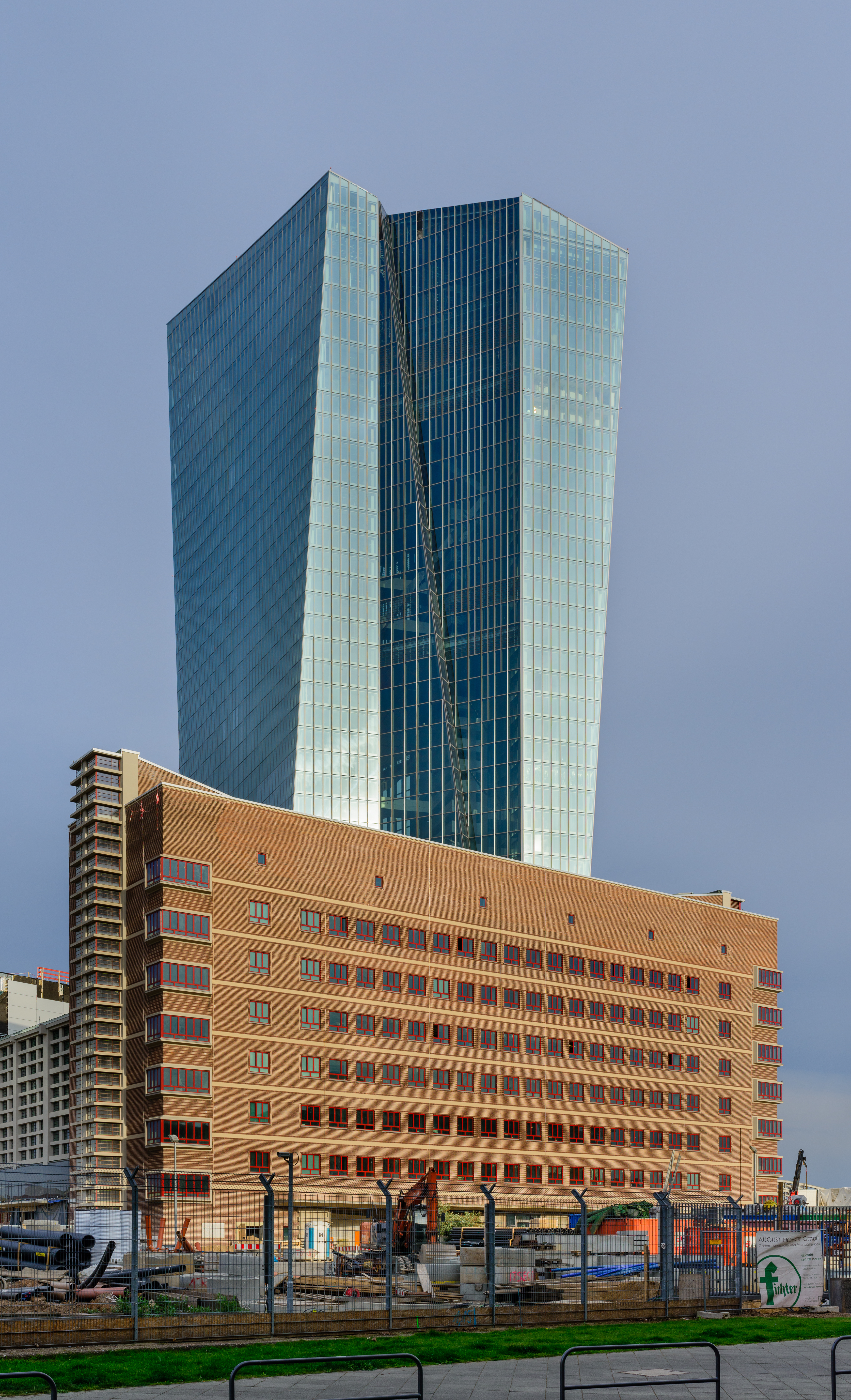
2014年竣工の欧州中央銀行新本店（フランクフルト）

EU理事会でまとめられた政策案は欧州議会に諮られる。欧州議会は5年に1度のEU市民による直接選挙（普通選挙）で選出される750名の議員で構成されている。2009年発効のリスボン条約により欧州議会が行う共同決定手続が適用される範囲が広がり、一部の例外を除くほぼすべての政策分野で適用されることになる。ただし、一部分野では諮問手続が適用される。また、欧州議会は非義務的支出だけでなくEUの予算全般にわたっての権限も新たに得ることになる。
また一部の分野の政策決定手続においては、地方政府の代表らからなる地域委員会や様々な企業団体や労働組織の代表らからなる経済社会評議会の関与が求められている。
EUの政策執行を担当するのは欧州委員会である。欧州委員会は加盟国からそれぞれ1人ずつ出される委員で構成され、政策分野ごとの担当が与えられている。また委員長は欧州理事会に出席するほか、対外的にEUを代表するという場面があり、たとえば主要国首脳会議においてもオブザーバとして出席する。欧州委員会は政策分野ごとに総局と呼ばれる、国内政府の省庁に相当する組織を持つ。
欧州連合司法裁判所（CJEU）は基本条約やEU法の解釈・適用を判断する機関であり、欧州司法裁判所 （ECJ）および一般裁判所（旧称: 第一審裁判所）の2裁判所から構成される総称である。ECJは加盟国政府による基本条約やEU法による義務不履行に対する制裁措置を決定したり、また直接訴訟においては第一審である一般裁判所の上級審・最終審としての役割を担ったりしている。一般裁判所は主に個人や企業などが欧州連合の諸機関の行為に対する不服の訴えを扱っているほか、特定6分野に限っては先決裁定 (英: preliminary ruling procedure) を2024年10月よりECJに代わって担当している。EUの諸機関とその職員とのあいだでの紛争を扱うEU公務員裁判所も一時分離してCJEU内に設置されていたが、2016年9月に機能を一般裁判所に移譲して閉鎖されている。
欧州会計監査院はEUの諸機関の業務や予算の執行が適切であるかを監査する役割を担っている。
リスボン条約により、EUの3本柱構造は廃止された。これにより、共通外交・安全保障政策も廃止されている。リスボン条約下では、共通外交・安保政策上級代表職と欧州委員会の対外関係・欧州近隣政策担当委員職が統合された、EU外務・安保政策上級代表が新設され、欧州対外行動局を率いることになっている。
これまで述べてきた以外にも専門機関が設置されており、EUの基本条約の目的達成のために機能している。

## 経済

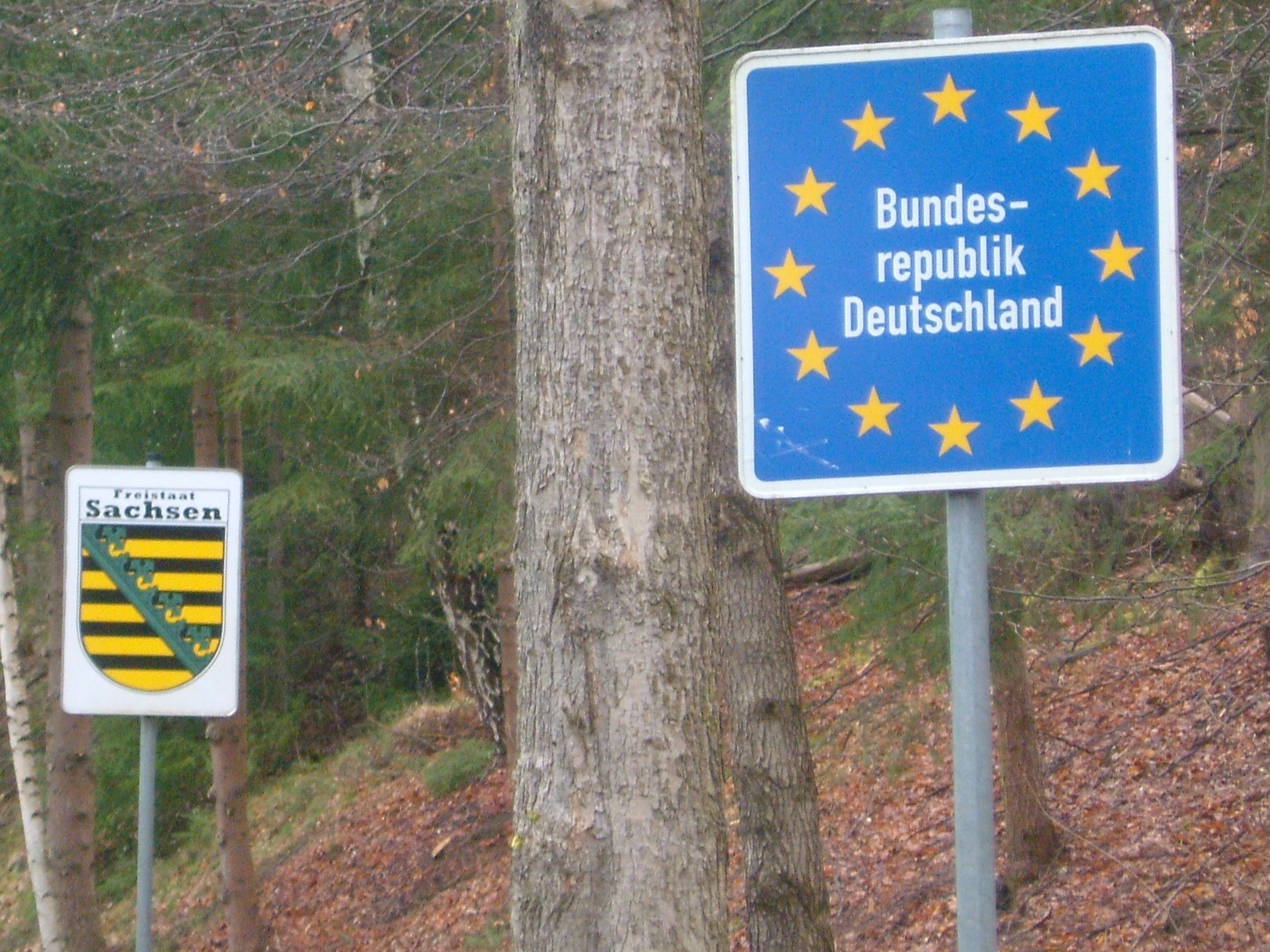
ドイツ・チェコ国境（バート・エルスター）
国境検査所は廃止されている。

EUは、政治的主体としてWTO（世界貿易機関）に加盟している。EU加盟国は、アメリカ（105兆ドル）に次いで世界第2位の純資産を保有していると推定され、これは世界の富36兆ドル（約300兆ユーロ）の約20%（約60兆ユーロ）に相当する。
20の加盟国が、ユーロを単一通貨とするユーロ圏として知られる通貨統合に参加している。この通貨同盟は3億4200万人のEU市民を代表している。ユーロは米ドルに次いで世界第2位の準備通貨であり、世界第2位の貿易通貨でもある  。
2010年の売上高による世界の大企業上位500社のうち、161社がEUに本社を構えている。2016年、EUの失業率は8.9%、インフレ率は2.2%、財政収支はGDP比-0.9%であった。EUにおける2015年の平均年間純所得は約24,000ユーロ（30,000ドル）であった。
EUの個々の国家内では、一人当たりの名目GDPに大きなばらつきがある。最も豊かな地域と最も貧しい地域（地域統計分類単位の281 NUTS-2地域）の差は、2017年には、EU28か国平均（3万ユーロ）の31%（ブルガリアのセベロザパデン）から253%（ルクセンブルグ）、すなわち4,600ユーロから92,600ユーロまでであった。

### 域内市場
欧州経済共同体の当初の中核的な目的は、共通市場の発展（後に単一市場となる）と加盟国間の関税同盟の2つであった。単一市場とはEU域内の財、資本、人、サービスの自由な流通を意味し、関税同盟とは市場に入るすべての物品に共通の対外関税を適用することである。いったん市場に投入した物品は、内部を移動するため、関税、差別的な税、輸入割当を受けることはできない。EU非加盟国のアイスランド、ノルウェー、リヒテンシュタイン、スイスは単一市場には参加しているが、関税同盟には加盟していない。EU域内の貿易の半分は、EUによって調整された法律でカバーされている。
資本の自由な移動は、国家間の不動産購入や株式購入などの投資の移動を許可することを目的としている。経済通貨同盟を推進するまでは、資本条項の整備は遅れていた。マーストリヒト条約批准以後、当初は軽視されていたこの自由に関して、ECJの判例が急速に発展している。資本の自由な移動は、非加盟国にも等しく認められているという点で独特である。
人の移動の自由とは、EU市民が加盟国間で自由に移動し、他国に居住、就労、就学、引退できることを意味する。そのためには、行政手続きの軽減や他国の職業資格の承認が必要であった。
サービスおよび事業所の自由な移動は、自営業者が一時的または恒久的にサービスを提供するために加盟国間を移動することを可能にする。サービス業はGDPの60%から70%を占めるが、この分野の法律は他の分野ほど発達していない。この欠点は、国境を越えたサービスの提供を自由化することを目的とした「域内市場におけるサービス指令2006」によって解決されている。この条約によると、サービスの提供は他の自由が行使されていない場合にのみ適用される残された自由である。
- EEAのナショナルIDカード（写真はドイツ語版）
- 欧州運転免許証（写真はクロアチア版）
- 欧州健康保険証（EHIC）（写真はオーストリア版）
- EUパスポートには、加盟国名、国章、公用語で書かれた「欧州連合」の文字が表示されている(写真はアイルランド版）
- 欧州の自動車登録プレートは左側に欧州旗のマークが入った青い帯と、その自動車が登録されている加盟国の国番号で構成されている(写真はスロバキア版）

### 通貨統合と金融サービス
欧州単一通貨の創設は、1969年にEEC（欧州経済共同体）の公式目的となった。1992年、通貨統合の仕組みと手続きについて交渉した後、参加国はマーストリヒト条約に署名し、通貨統合に参加する場合は、収斂基準を含む合意されたルールを履行することが法的に義務づけられた。参加を希望する国は、まず欧州為替相場メカニズムに参加しなければならなかった。
1999年、通貨統合はまず11か国の参加により会計通貨としてスタートした。2002年には、ユーロ紙幣と硬貨が発行され、12か国で構成されるユーロ圏で各国通貨が段階的に廃止され、通貨統合が完全に実施された。その後、ユーロ圏（ユーロを導入しているEU加盟国で構成）は20か国に拡大した。

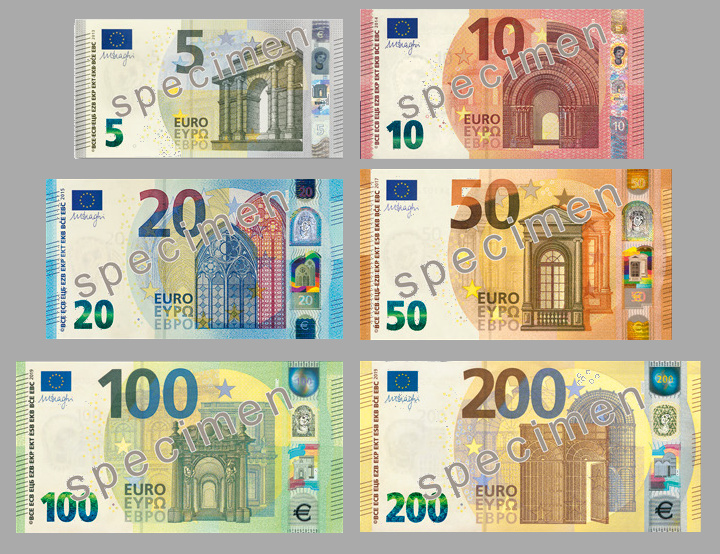
ユーロは2002年に導入され、12か国の通貨に取って代わった。それ以来、8か国が参加している。

ユーロと、EUと合意してユーロを採用した国々の金融政策は、ECBの管理下にある。ECBはユーロ圏の中央銀行であり、物価の安定を図ることを目的に、ユーロ圏の金融政策をコントロールしている。ECBは、欧州理事会が任命するECB総裁、ECB副総裁、EU加盟国27か国の中央銀行総裁から成る理事会によって統括され、EU加盟国全ての中央銀行からなる欧州中央銀行制度の中心的存在となっている。
欧州金融監督システムは、欧州銀行監督局、欧州保険・企業年金監督局、欧州証券市場監督の3の当局から成るEUの金融監督の枠組みを構成する制度設計である。この枠組みを補完するために、中央銀行の責任のもと、欧州システミックリスク理事会も存在する。この金融管理システムの目的は、EUの経済的安定を確保することである。
参加国が通貨統合後に財政問題や危機に陥ることを防ぐため、マーストリヒト条約において、特に予算規律と持続可能な高度な経済収斂を示すとともに、過度の政府赤字を避け、政府債務を持続可能な水準に抑えるという重要な財政義務や手続きの履行が義務づけられている。

### 産業とデジタル経済
欧州委員会の活動分野は、航空、自動車、バイオテクノロジー、化学、建設、化粧品、防衛、電子、銃器、食品・飲料、ギャンブル、医療、海事、機械、郵便、原材料、宇宙、繊維、観光、玩具、社会経済（Societas cooperativa Europaea）となっている。

### エネルギー
消費エネルギー（2012年）
2006年、EU27か国の内陸部における総エネルギー消費量は、石油換算で18億2,500万tであった。消費されたエネルギーの約46%は加盟国内で生産され、54%は輸入された。この統計では、原子力はウランの出所に関係なく、EU域内で生産された一次エネルギーとして扱われているが、EU域内で生産されるのは3%未満である。
EUはそのほとんどの期間、エネルギー政策の分野で立法権を持ち続けている。これは、もともとの欧州石炭鉄鋼共同体にルーツがある。2005年10月の欧州理事会では、義務的かつ包括的な欧州エネルギー政策の導入が承認され、2007年1月に最初の政策案が発表された。

2020年、再生可能エネルギーは、EUの主要な電力源として初めて化石燃料を追い抜いた

EUのエネルギー政策のポイントは、域内市場における競争の激化、投資の促進、電力網の相互接続の促進、危機への対応体制の充実によるエネルギー資源の多様化、ロシアとのエネルギー協力のための新しい条約の枠組みの確立と中央アジアや北アフリカのエネルギー資源国との関係改善、既存のエネルギー供給をより効率的に利用しながら再生可能エネルギーの商業化を促進、最後に新エネルギー技術に対する資金援助の強化の5点である。
2007年、EU諸国は全体として、石油の82%、天然ガスの57%、ウラン需要の97.48%を輸入している。EUへの天然ガスの三大供給国は、ロシア、ノルウェー、アルジェリアで、2019年の輸入量の約3⁄4を占めている。ロシアのエネルギー依存度が高く、EUはこれを減らそうとしてきた。しかし、2022年5月、EUがウクライナ侵攻をめぐり、ロシアに対する別の制裁を準備していることが報じられた。ロシアの石油、ロシアとベラルーシの銀行、そして個人・企業が対象になるとみられている。ロイターの記事によると、2人の外交官が、EUは2022年末までにロシア産石油の輸入禁止を課す可能性があると述べたという。2022年5月、EU委員会は「RePowerEU」構想を発表し、2030年までにEUの化石燃料のロシア依存を解消し、クリーンエネルギーへの移行を加速するための道筋を示した3000億ユーロ規模の計画を発表した。

### インフラストラクチャー

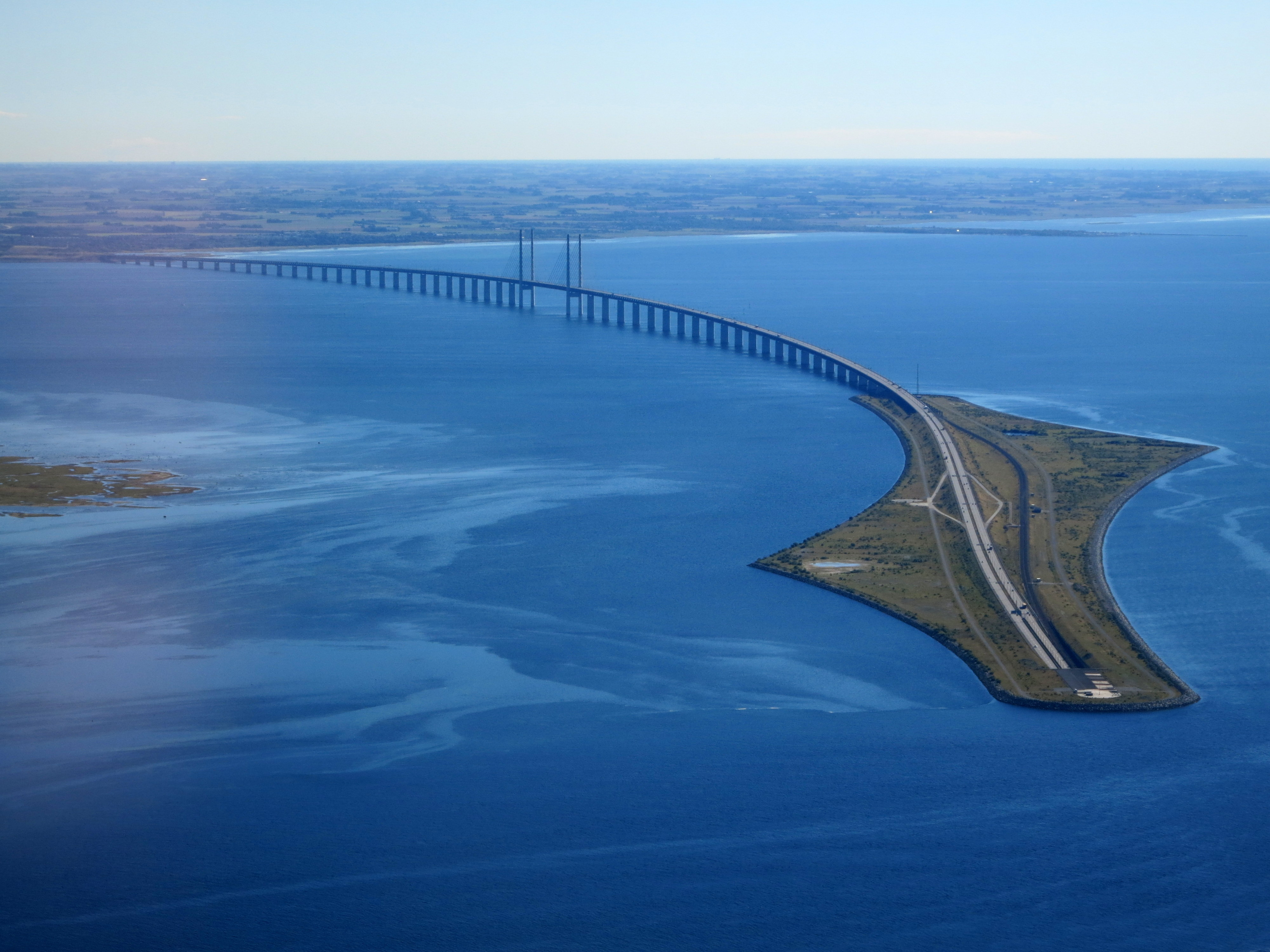
デンマークとスウェーデンを結ぶオーレスンド橋は、欧州横断ネットワーク（Trans-European Networks）の一部である

EUは、欧州横断ネットワーク（Trans-European Networks、TEN）などを通じて、国境を越えたインフラの整備に取り組んでいる。TENのプロジェクトには、英仏海峡トンネル、LGV東ヨーロッパ線、フレジュス鉄道トンネル、オーレスン橋、ブレンナーベーストンネル、メッシーナ海峡大橋が含まれる。2010年の推定ネットワークは、道路75,200km、鉄道78,000km、空港330か所、港湾270か所、内港210か所である 。
欧州の鉄道輸送は、欧州鉄道交通管理システム（ERTMS）と同期している。これは、信号装置をデジタル化した主に無線式のものに置き換え、列車制御・指令システムの欧州統一規格を策定することによって、欧州の鉄道輸送の安全性を大幅に高め、列車の効率を上げ、国境を越えた相互運用性を強化する構想である。
発展途上の欧州交通政策は、交通網の拡大により、多くの地域で環境に対する圧力を高めることになる。2004年以前のEU加盟国では、交通における主要な問題は混雑と公害に対処することであった。近年の拡大により、2004年以降に加盟した新しい国々は、交通のアジェンダにアクセシビリティの解決という問題を追加した。ポーランドの道路網は、A4アウトストラーダなどへのアップグレードが行われた。

### 電気通信と宇宙

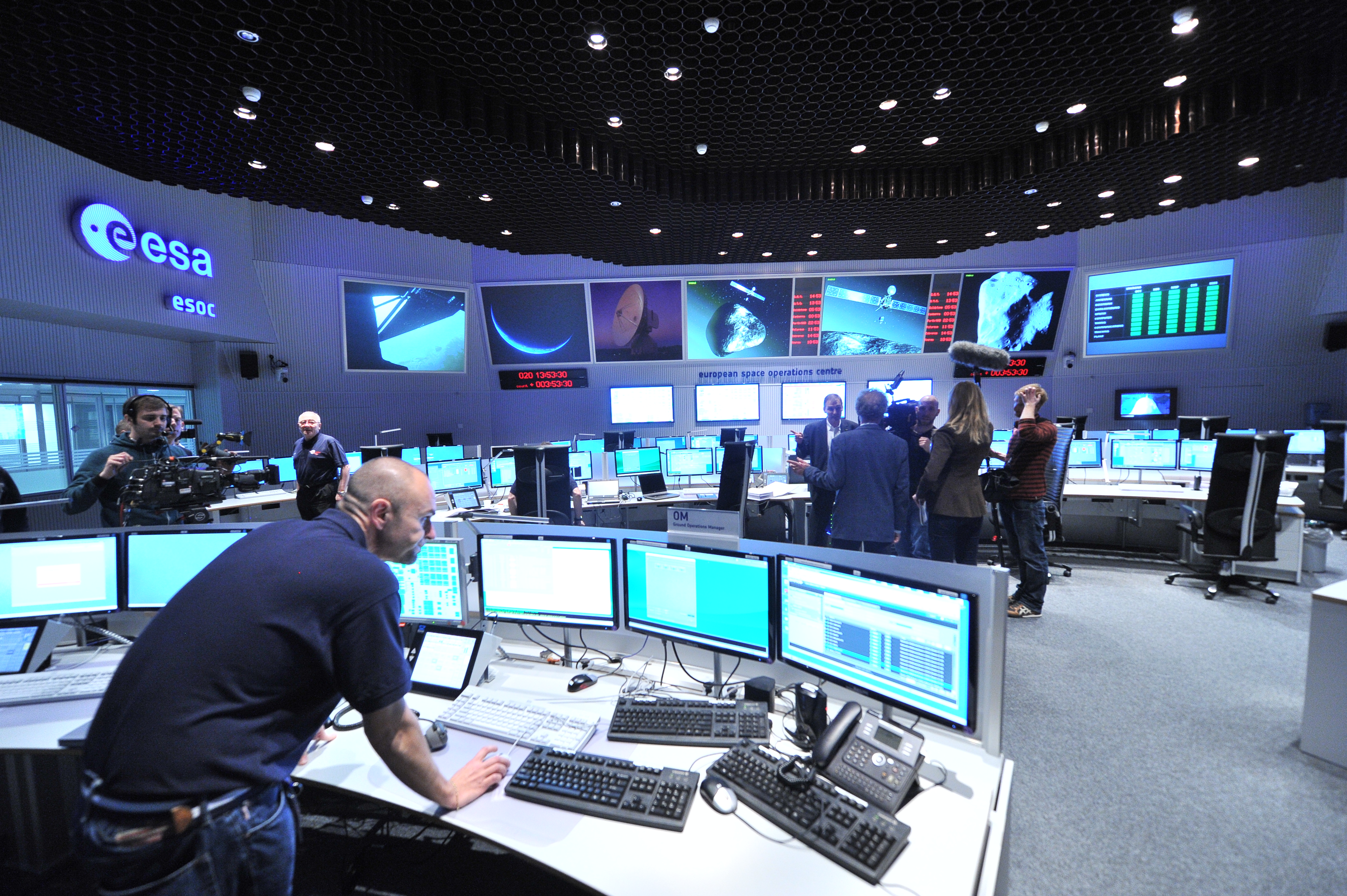
ドイツのダルムシュタットにあるESOCでの欧州宇宙機関の宇宙管制センター

EU全域、アイスランド、リヒテンシュタイン、ノルウェーでモバイル通信のローミング料金が廃止された。
ガリレオ測位システムは、EUのインフラストラクチャー・プロジェクトである。ガリレオは、EUが建設し、欧州宇宙機関（ESA）が立ち上げる予定の衛星測位システムである。ガリレオ計画は、アメリカが運営する全地球測位システムに対するEUの依存度を下げることも目的として開始されたが、GPSシステムの老朽化に伴い、より完全なグローバルカバレッジと高い精度を実現する目的もある。

### 農業・漁業

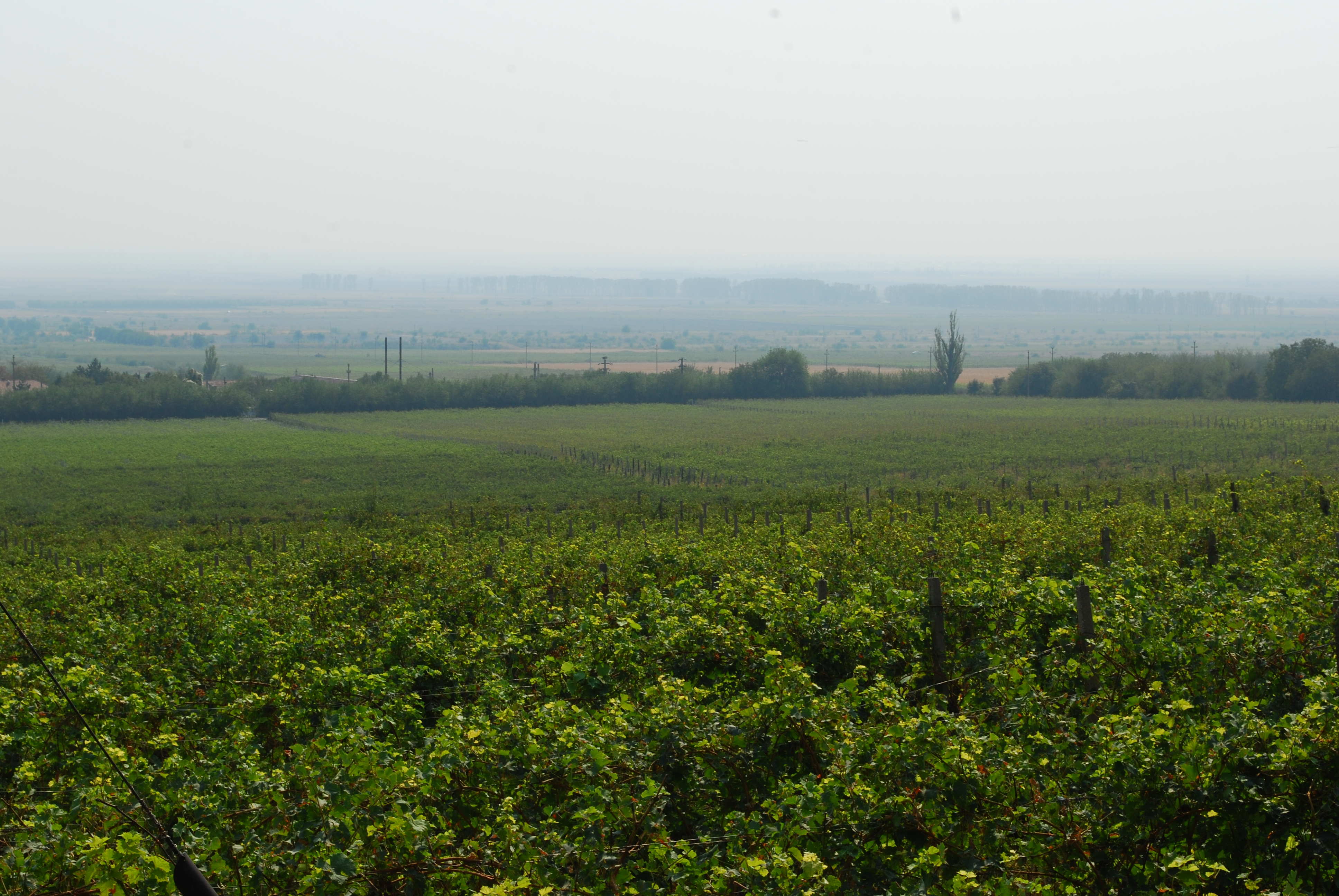
ルーマニアのブドウ園。EUの農場は、最大の予算支出である共通農業政策によって支えられている。

共通農業政策（CAP）は、欧州共同体の長期的な政策の一つである。この政策は、農業生産の拡大、食料供給の確実性、農民の質の高い生活の確保、市場の安定、消費者への適正価格の確保を目的としている。最近まで、補助金と市場介入のシステムによって運営されていた。1990年代まで、この政策は欧州共同体の年間予算の60%以上を占めていたが、2013年には約34%を占める。
この政策による価格統制と市場介入は、かなりの過剰生産につながった。これは、最低価格水準を維持するために共同体が買い集めた製品の介入備蓄品である。余剰在庫を処分するために、コミュニティーの保証価格を大幅に下回る価格で世界市場で販売したり、農家がコミュニティーの外に輸出するために補助金（コミュニティー価格と世界価格の差額に相当する額）を提供したりすることがしばしばあった。この制度は、ヨーロッパ以外の国々、特に発展途上国の農家を切り捨てていると批判されている。CAPの支持者は、CAPが農家を経済的に支援することで、農家の生活水準が相応に保たれていると主張する。
1990年代の初め以来、CAPは一連の改革の対象となってきた。当初は、1988年に農地の一定割合を意図的に生産から外すSet-asideの導入、ミルク・クォータ、最近では、農家がEUから受け取るお金と生産量の「デカップリング（分離）」（2004年のフィシュラー改革による）などが行われた。農業支出は、特定の農産物に連動する補助金支払いから、農場規模に基づく直接支払いに移行する。これは、市場が生産レベルを決定できるようにすることを意図している。また、EUの砂糖制度は、加盟国とEUと特権的な関係にあるアフリカ・カリブ海諸国との間で砂糖市場を分割していたが、これを修正することも改革の一つであった。

### 競争
EUは、単一市場内における歪みのない競争を確保することを目的とした競争政策を実施している。
2001年、欧州委員会は、アメリカに拠点を置く2社（ゼネラル・エレクトリックとハネウェル）の合併を初めて阻止したが、この合併はすでに各国当局によって承認されていた。また、マイクロソフト社に対する訴訟では、9年間の訴訟の末、7億7700万ユーロの制裁金を科した。

### 労働市場
2018年9月のEUの季節調整済失業率は6.7%であった。ユーロ圏の失業率は8.1%であった。加盟国のうち、失業率が最も低いのはチェコ（2.3%）、ドイツ・ポーランド（ともに3.4%）、最も高いのはスペイン（14.9%）とギリシャ（2018年7月19.0）であった。

## 人口統計

### 人口推移
2021年1月1日の時点で、EUの人口は約4億4,700万人（世界人口の5.8%）である。2015年、EU28か国では510万人の子供が生まれ、1000人あたり10人の出生率となり、世界平均より8人低くなっている。EU28か国の出生率は、2000年に10.6、1985年に12.8、1970年に16.3であった。その人口増加率は、2016年には推定0.23%とプラスになった。
2010年、EUに住む4,730万人は居住国以外で生まれている。これはEU総人口の9.4%に相当する。このうち、3140万人（6.3%）がEU域外生まれで、1600万人（3.2%）が他のEU加盟国で生まれている。EU圏外で生まれた人の絶対数が最も多かったのは、ドイツ（640万人）、フランス（510万人）、イギリス（470万人）、スペイン（410万人）、イタリア（320万人）、オランダ（140万人）であった。2017年には、約82万5千人がEU加盟国の市民権を取得した。最大のグループは、インド、トルコ、パキスタン、アルバニア、モロッコの国民であった。2017年には、非EU諸国から240万人の移民がEUに入国した 。

### 都市化
EUには、人口100万人以上の都市部が約40か所ある。1300万人以上の人口を抱えるパリは最大の都市圏であり、EUで唯一のメガシティである。パリに続くのは、マドリード、バルセロナ、ベルリン、ルール地方、ミラノ、ローマで、いずれも都市圏人口は400万人を超えている。
また、ライン・ルール（ケルン、ドルトムント、デュッセルドルフなど）、ランスタッド（アムステルダム、ロッテルダム、ハーグ、ユトレヒトなど）、フランクフルト・ラインマイン（フランクフルト、ヴィースバーデン、マインツなど）、フラミッシュ・ダイヤモンド（アントワープ、ブリュッセル、ルーヴェン、ゲントなど）や上部シレジア地域（カトヴィツェ、オストラバなど）といった多心的都市化地域がEUには多く存在している。

### 言語
| 言語           | ネイティブ | 合計 |
| -------------- | ---------- | ---- |
| 英語           | 13%        | 51%  |
| ドイツ語       | 16%        | 27%  |
| フランス語     | 13%        | 24%  |
| イタリア語     | 12%        | 16%  |
| スペイン語     | 8%         | 15%  |
| ポーランド語   | 8%         | 9%   |
| ルーマニア語   | 5%         | 5%   |
| オランダ語     | 4%         | 5%   |
| ギリシャ語     | 3%         | 4%   |
| ハンガリー語   | 3%         | 3%   |
| ポルトガル語   | 2%         | 3%   |
| チェコ語       | 2%         | 3%   |
| スウェーデン語 | 2%         | 3%   |
| ブルガリア語   | 2%         | 2%   |
| スロヴァキア語 | 1%         | 2%   |
| デンマーク語   | 1%         | 1%   |
| フィンランド語 | 1%         | 1%   |
| リトアニア語   | 1%         | 1%   |
| クロアチア語   | 1%         | 1%   |
| スロヴェニア語 | <1%        | <1%  |
| エストニア語   | <1%        | <1%  |
| アイルランド語 | <1%        | <1%  |
| ラトビア語     | <1%        | <1%  |
| マルタ語       | <1%        | <1%  |

EUには24の公用語：ブルガリア語、クロアチア語、チェコ語、デンマーク語、オランダ語、英語、エストニア語、フィンランド語、フランス語、ドイツ語、ギリシャ語、ハンガリー語、イタリア語、アイルランド語、ラトビア語、リトアニア語、マルタ語、ポーランド語、ポルトガル語、ルーマニア語、スロベニア語、スロベニア語、スペイン語、およびスウェーデン語がある。法律などの重要文書は全ての公用語に翻訳され、欧州議会では文書や本会議での翻訳が行われている 。2020年、EUは翻訳・通訳費用が年間予算1480億ユーロの1%未満であることを示している。
公用語数が多いため、ほとんどの機関では、ほんの一握りの作業言語しか使っていない。欧州委員会は、3つの手続き用言語で内部業務を行う。同様に、欧州連合司法裁判所（欧州司法裁判所および一般裁判所の2機関）はフランス語を作業言語として使用し、欧州中央銀行は主に英語で業務を遂行している 。
言語政策は加盟国の責任であるが、EUの機関は市民の多言語化を推進している。2012年、英語はEUで最も広く話されている言語であり、ネイティブスピーカーと非ネイティブスピーカーの両方を数えると、EU人口の51%が理解していることがわかった。しかし、2020年初頭にイギリスがEUから離脱すると、英語を母国語とするEU人口の割合は13%から1%に減少した。ドイツ語は最も広く話されている母語であり（EU人口の18%）、フランス語（EU人口の13%）に次いで広く理解されている外国語である。さらに、どちらもいくつかのEU加盟国の公用語となっている。EU市民の半数以上（56%）が、母語以外の言語で会話をすることができる。
EUの公用語は、バルト・スラヴ語派、イタリック語派、ゲルマン語派、ヘレニック語派、ケルト語派に代表されるインド・ヨーロッパ語族に属する20の言語がある。インド・ヨーロッパ語族に属さないのは、ハンガリー語、フィンランド語、エストニア語（いずれもウラル語族）、マルタ語（セム語派）の4言語だけである。EUの3つの公用アルファベット（キリル文字、ラテン文字、現代ギリシア文字）は、すべて西方ギリシア文字に由来している 。
ルクセンブルク語（ルクセンブルク）とトルコ語（キプロス）は、EUの公用語でない唯一の国語である。2016年2月26日、キプロスがトルコ語をEUの公用語にするよう要請したことが公表されたが、これは国の分裂を解決するための「ジェスチャー」である。
24の公用語以外に、約150の地域言語や少数言語があり、最大5000万人が話している。カタルーニャ語、ガリシア語、バスク語はEUの公用語とは認められていないが、加盟国のひとつ（スペイン）では公用語として認められている。したがって、条約の公式翻訳はこれらの言語で行われ、市民はこれらの言語で機関に対応する権利を持っている 。ほとんどのEU加盟国が批准している地方言語または少数言語のための欧州憲章は、自国の言語遺産を保護するために国家が従うべき一般的なガイドラインを規定している。毎年9月26日の「欧州言語の日」は、ヨーロッパ全体の言語学習を奨励することを目的として開催されている。

### 宗教
| 宗教、信仰         | 割合(%) | 割合(%) |
| ------------------ | ------- | ------- |
| キリスト教         | 72      | 72      |
| カトリック教会     | 45      | 45      |
| プロテスタント     | 11      | 11      |
| 正教会             | 10      | 10      |
| 他のキリスト教諸派 | 6       | 6       |
| イスラム教         | 2       | 2       |
| その他の宗教       | 3       | 3       |
| 不可知論           | 14      | 14      |
| 無神論             | 10      | 10      |
| 合計               | 100     | 100     |

EUはどの宗教とも正式には関係がない。EU機能条約第17条は、「教会および宗教団体の国内法上の地位」と「哲学的および非信仰的組織」のそれを認めている。
EU条約の前文では、「欧州の文化的、宗教的、人文主義的遺産」に言及している。欧州憲法の草稿やその後のリスボン条約をめぐる議論では、前文でキリスト教か神、あるいはその両方に言及する案もあったが、反対に遭い、取り下げられた。
EUのキリスト教徒は、カトリック（ローマ教皇派、東方典礼派）、プロテスタント（聖公会、ルーテル派、改革派が多い）、東方正教会に分かれている。2009年現在、EUのイスラム教人口は1,300万人、ユダヤ教人口は100万人以上と推定されている。また、仏教、ヒンドゥー教、シク教などの世界宗教もEUの人口に含まれている。
ユーロバロメーターによる2015年のEUの宗教性に関する新しい世論調査によると、キリスト教はEU最大の宗教であり、EU人口の71.6%を占めている。カトリック教徒が最大のキリスト教徒で、EU人口の45.3%を占め、プロテスタントが11.1%、東方正教会が9.6%、その他のキリスト教徒が5.6%を占めている。
ユーロスタットが2005年に行った世論調査「ユーロバロメーター」によると、EU市民の52%が神を信じており、27%が「ある種の精神や生命力」を信じており、18%が何の信仰も持っていないことが明らかになった。近年、多くの国々で、教会の出席者数や信者数が減少している。最も信心深いと答えた人が少なかった国は、エストニア（16%）とチェコ（19%）であった。最も信仰心の厚い国は、マルタ（95%、カトリックが主流）、キプロス、ルーマニア（ともに正教が主流）で、それぞれ約90%の国民がそれぞれの神を信じていると公言している。EU全体では、女性、高齢者、宗教的な教育を受けている人、15歳か16歳で学校を卒業した人、「政治的尺度の右側に位置する」人の間で信仰が高かった。

### 差別
2015年には、欧州連合の人々の約17％がアジア人との仕事に不快感を覚え、約31％が、子供がアジア人を愛するようになると不快感を覚えたと報告した。アジア人に対する差別の程度も国によって大きく異なる：2019年5月の調査によると、アジア人に対する差別がEU平均より高い国は、ドイツより東の国々とイタリアおよびポルトガルである。アジア人に対する差別が平均より具体的に少ない国は、イギリス、アイルランド、ベルギー、フランスなど。また、新型コロナウイルスの感染拡大の影響で、アジア人が差別的言動を受ける例も報告されている。

## 対外関係

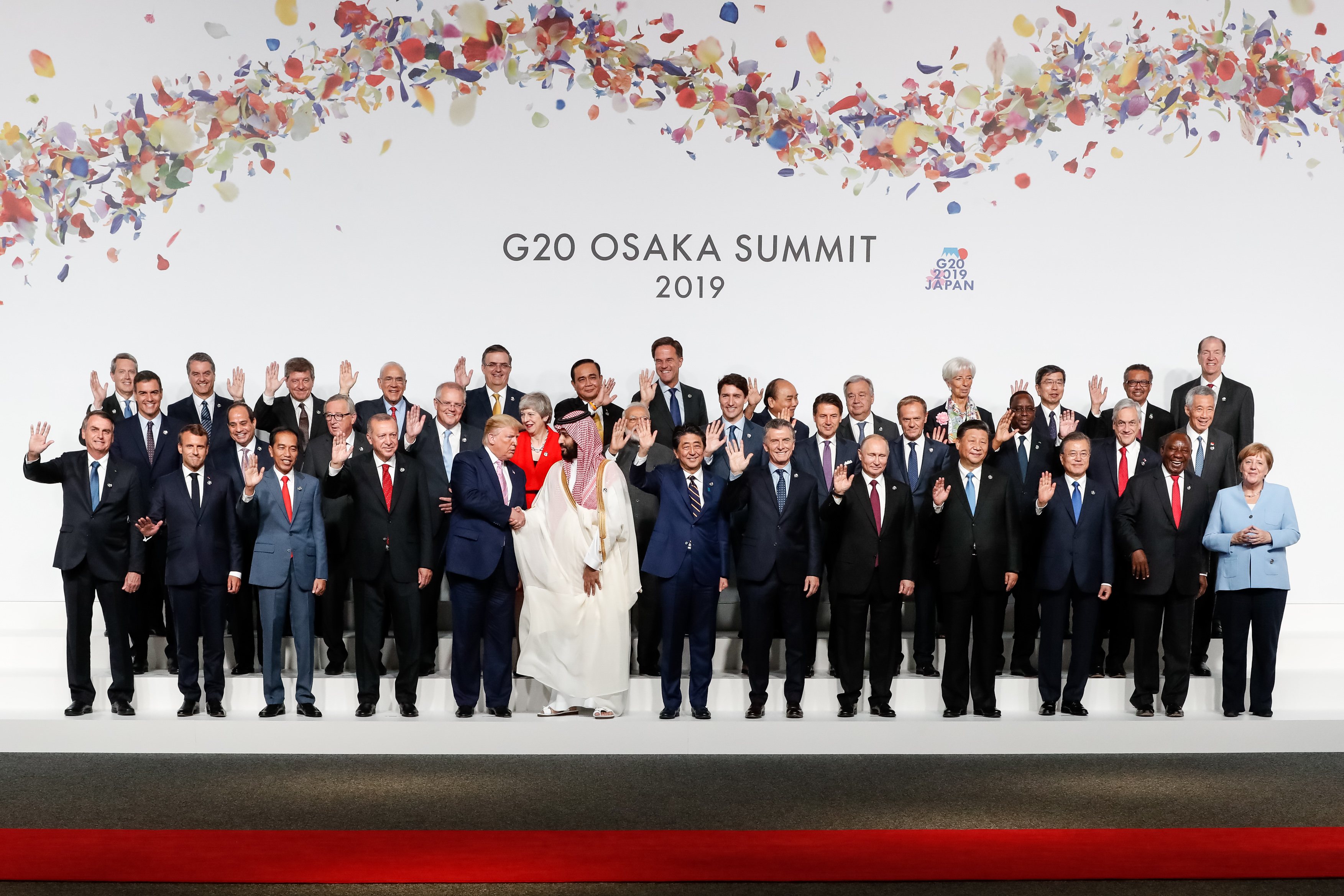
2019年に日本の大阪で開催された第14回20ヶ国・地域首脳会合 (G20)。EUはG20とG7の全てのサミットに参加している。

EU加盟国間の外交協力は、1957年の共同体設立時に、EUの共通商業政策の下で加盟国が一つとして国際貿易交渉を行ったことに始まる。外交関係におけるより広範な連携のために、1970年に欧州政治協力が設立され、共通の外交政策を形成することを目的とした加盟国間の非公式な協議プロセスが設けられた。1987年、単一欧州議定書により、欧州政治協力が正式に導入され、単一欧州議定書は、マーストリヒト条約により共通外交・安全保障政策と改称された。
共通外交・安全保障政策の目的は、国際協力、人権の尊重、民主主義、法の支配の促進など、欧州連合自身の利益と国際社会全体の利益の両方を促進することにある。共通外交・安全保障政策では、どのような問題に対しても、加盟国の全会一致で適切な政策をとることが求められている。共通外交・安全保障政策の下では、全会一致であることや難しい問題を扱うことから、イラク戦争のように意見の相違が生じることもある。

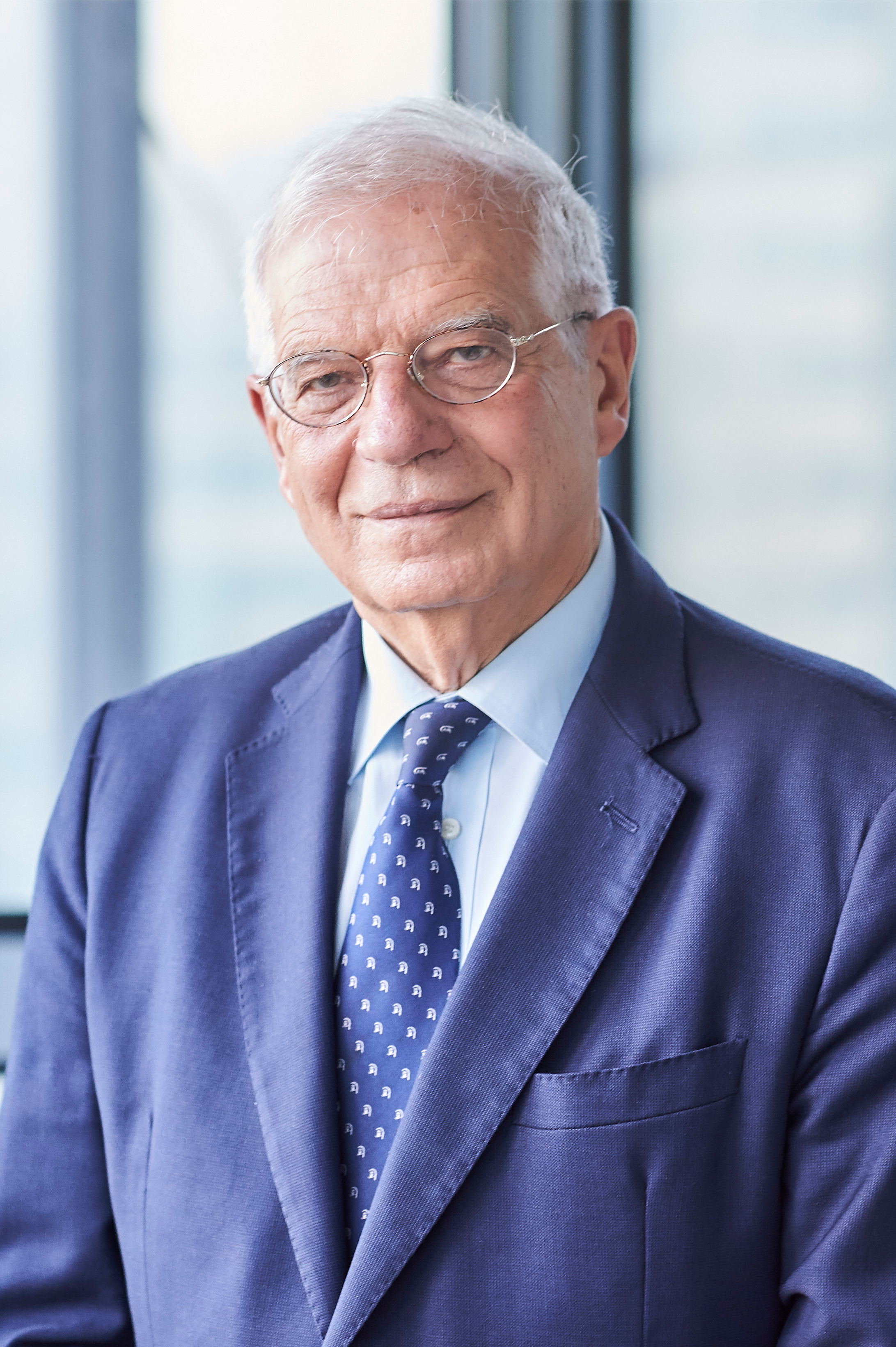
ジョセップ・ボレル（EU外務・安保政策上級代表）

EUにおける共通外交・安全保障政策の調整役兼代表者は、共通外交・安保政策上級代表であり、外交政策と防衛問題についてEUを代表して発言し、これらの政策分野で加盟国が表明した立場を共通の調整事項として明確化する任務を担っている。上級代表は、リスボン条約発効1周年の2010年12月1日から正式に実施・運用されているEU独自の部門である欧州対外行動局を統括している。欧州対外行動局は、EUの外務省および外交団の役割を果たしている。EUの国際的影響力は、国際的な政策に加えて、拡大を通じても見受けられる。EUの加盟国になることで得られるメリットは、加盟基準を満たすことを望む国々の政治・経済改革のインセンティブとして働き、ヨーロッパの旧共産圏諸国の改革に貢献する重要な要因と考えられている。このような他国の内政に対する影響力は、軍事的な「ハードパワー」とは異なり、一般的に「ソフトパワー」と呼ばれている。
また、2009年5月には東欧諸国との関係強化を目指す常設協議「東方パートナーシップ」を創設した。対象国はウクライナ、モルドバ、ジョージア（旧グルジア）、アルメニア、アゼルバイジャンである。
スイスは、EUとの人の自由な移動に関する協定を2020年9月に終了するかどうかの投票を求められていた。しかし、スイス国民党の「移民管理の復活」という要求は、有権者に拒否された。

### 安全保障および防衛

EU加盟国27か国のうち、22か国がNATOに加盟している。また、NATO加盟国のうち、アルバニア、モンテネグロ、トルコ、北マケドニアの4か国はEU加盟を希望している。

EUの前身は、防衛目的にはNATOが適切かつ十分であると考えられていたため、軍事同盟として考案されたものではなかった。EU加盟国のうち21か国がNATOに加盟しており、残りの加盟国は中立政策をとっている。1948年調印のブリュッセル条約で設立され、相互防衛条項を持つ軍事同盟であった西欧同盟は、その役割がEUに移ったため、2010年に解散した。
イギリスの離脱以降、フランスは公式に核兵器国として認められている唯一の加盟国であり、国連安保理の常任理事国でもある。また、EU最大の軍隊と最大の国家防衛予算を有するフランスは、EU諸国の中で唯一、欧州外への戦力投射能力を有している。ドイツ、イタリア、オランダ、ベルギーはNATOの核共有に参加している。
EU加盟国のほとんどが核兵器禁止条約に反対していた。
1999年のコソボ紛争を受けて、欧州理事会は、「欧州連合は、北大西洋条約機構の行動を害することなく国際的な危機に対応するために、信頼できる軍事力に裏打ちされた自律的な行動能力、その使用を決定する手段、そしてその準備を備えていなければならない」と合意した。この目的のために、EUの軍事力を高めるための様々な努力がなされ、特にヘルシンキ目標が行われた。多くの議論を経て、最も具体的な成果となったのが、EU戦闘群構想であり、約1500人の人員を迅速に展開できるよう計画されている。

EU軍事参謀部(EUMS)の紋章。紋章には、ヨーロッパの王冠である12の金色の星、錨、翼、2本の交差した剣が描かれている。

EU部隊は、中部・北アフリカから西バルカン半島、西アジアまでの平和維持任務に派遣されている。EUの軍事活動は、欧州防衛機関、EU衛星センター、EU軍事参謀部など、数多くの組織によって支えられている。EU軍事参謀部は、欧州理事会の枠内で設立されたEUの最高軍事機関であり、恒久的な政治・軍事機関の設立を求めたヘルシンキ欧州理事会（1999年12月10-11日）の決定を受け、設立されたものである。EU軍事幕僚監部は、EU外務・安保政策上級代表と政治・安全保障委員会の権限下にある。共通安全保障防衛政策の枠組みにおける軍事ミッションや作戦の計画・実施、軍事能力の開発など、EUの文脈におけるあらゆる軍事活動を指揮し、政治・安全保障委員会に軍事問題に関する助言や勧告を提供する。欧州国境沿岸警備機関は、EUの対外国境を守る各国の国境警備隊の協力体制を管理するために設立されたEUの専門機関である。不法移民、人身売買、テロリストの侵入を検知し、阻止することを目的としている。2015年に欧州委員会は、各国の国境管理当局とともに、より強力な役割と権限を持つ新しい欧州国境沿岸警備機関の提案を発表した。27か国で構成されるEUでは、実質的な安全保障と防衛の協力は、すべての加盟国の協力にますます依存するようになっている。

### 人道援助

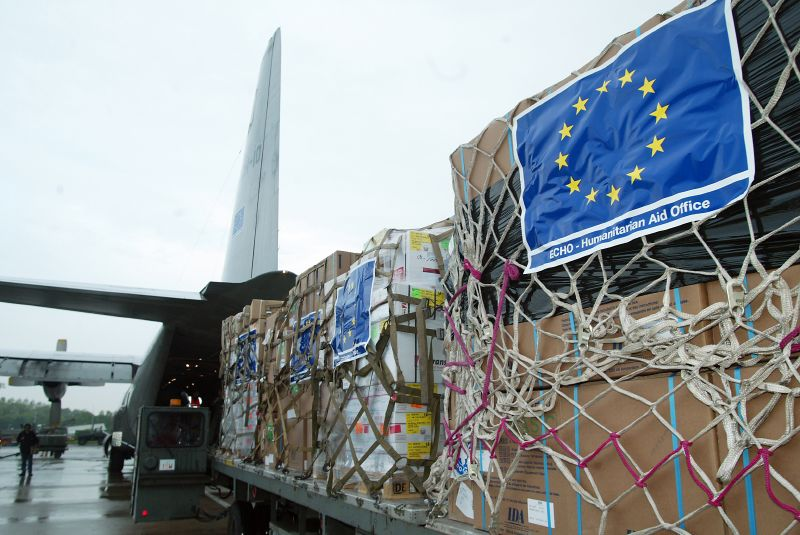
欧州委員会人道援助・市民保護総局による物資

欧州委員会人道援助・市民保護総局、通称「ECHO」は、EUから発展途上国への人道援助を行っている。2012年の予算は8億7,400万ユーロで、そのうち51%がアフリカ、20%がアジア、ラテンアメリカ、カリブ、太平洋地域、20%が中東と地中海地域に割り当てられている。
人道援助は、対外活動のための財政手段の一部として、予算（70%）で直接賄われているほか、欧州開発基金（30%）でも賄われている。対外活動資金は、「地理的」手段と「テーマ的」手段に分けられる。「地理的」手段では、予算の95%をODAに支出しなければならない開発協力手段（DCI、169億ユーロ、2007年 - 2013年）と、いくつかの関連プログラムを含む欧州近隣・パートナーシップ手段 (ENPI) を通じて援助を提供している。欧州開発基金（EDF、2008年 - 2013年は227億ユーロ、2014年 - 2020年は305億ユーロ）は、加盟国の自発的な拠出によって成り立っているが、0.7%の目標に合わせて拠出額の増加を促し、欧州議会の監視を強化するために、欧州開発基金を予算調達手段に統合しようという圧力がかかっている。2016年、EU諸国の平均は0.4%で、イギリス、ドイツ、スウェーデン、デンマーク、ルクセンブルクの5か国が0.7%の目標を達成または上回っていた。EU加盟国は、世界最大の対外援助国とされている。

### 国際協力と開発パートナーシップ

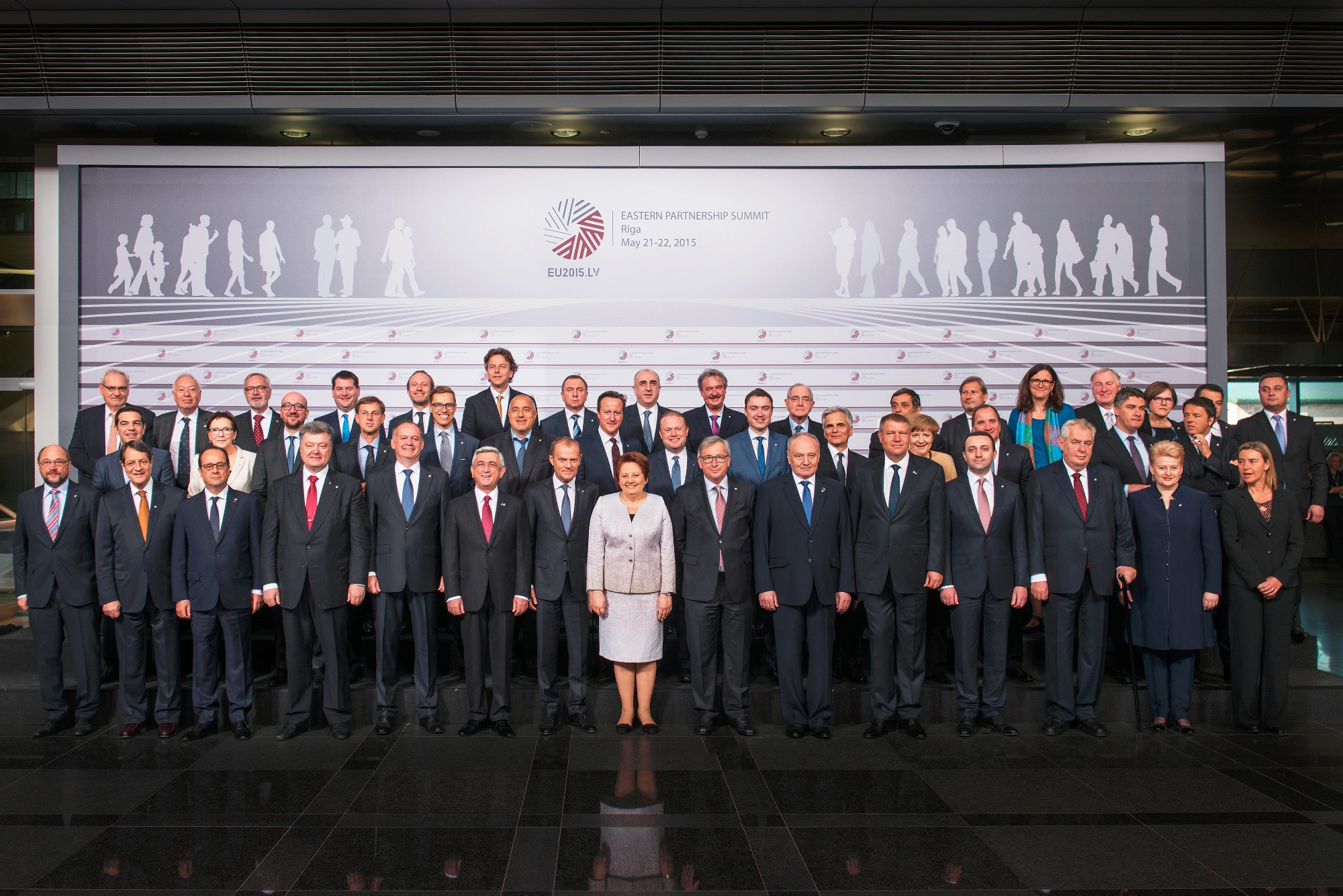
ラトビアのリガで行われた東方パートナーシップ・サミット2015

EUは、欧州近隣政策のような外交手段を用いて、欧州領土の東と南に位置する国々を連合に結びつけようとしている。これらの国々は主に発展途上国であり、その中にはいつかEU加盟国になることを目指している国や、EUとより密接に統合されることを目指している国も含まれている。EUは、欧州近隣諸国が政府改革、経済改革、その他の積極的な変革を求める厳しい条件を満たす限り、資金援助を行っている。この過程は通常、ブリュッセルと対象国の双方が合意した行動計画によって支えられている。
持続可能な開発が重要な要素であるという国際認識は、着実に高まっている。その役割は、1992年にブラジルのリオデジャネイロで開催された「環境と開発に関する国際連合会議（UNCED）」、2002年に南アフリカのヨハネスブルグで開催された「持続可能な開発に関する世界サミット（WSSD）」、そして2012年にリオデジャネイロで開催された「国連持続可能な開発会議（UNCSD）」という、持続可能な開発に関する3つの主要な国連サミットで認識された。
その他の重要なグローバル合意は、パリ協定と持続可能な開発のための2030アジェンダである（2015年、国連）。持続可能な開発目標は、人類の生存に不可欠な地球規模の課題に取り組むために、全ての国々が次の重要な分野である「人々」「地球」「繁栄」「平和」「パートナーシップ」において行動を喚起しなければならないと認識している。
EUの開発活動は、2005年12月20日にEU加盟国、欧州理事会、欧州議会、欧州委員会によって承認された「開発に関する欧州コンセンサス」に基づいている。この合意は、加盟国、議会、委員会によって承認されたもので、潜在能力アプローチと人権に基づく開発アプローチの原則に基づいている。
パートナーシップ・協力協定は、非加盟国との二国間協定を指している。
| 非EU加盟国 | PCA名                                               | 調印 | 協定の優先順位                                      |
| ---------- | --------------------------------------------------- | ---- | --------------------------------------------------- |
| アルメニア | EU - アルメニア包括的・強化パートナーシップ協定     | 2018 | EU - アルメニアパートナーシップ・協力協定（1999年） |
| キルギス   | EU - キルギスの強化されたパートナーシップ・協力協定 | 2019 | –                                                   |

### 貿易
EUは、2008年現在、世界最大の輸出国であると同時に、商品やサービスの最大の輸入国でもある。加盟国間の国内貿易は、関税や国境管理などの貿易障壁を取り除くことで促進されている。ユーロ圏では、ほとんどの加盟国に通貨の違いがないため、貿易の助けになっている。
EUの連合協定は、より広い範囲の国々に対して同様のことを行っており、一部はその国々の政治に影響を与えるための、いわゆるソフトなアプローチでもある。EUは、WTOにおいて全加盟国を代表し、あらゆる紛争において加盟国を代表して行動している。EUがWTOの枠外で貿易関連の協定を交渉する場合、その後の協定は各EU加盟国政府の承認を得なければならない。
EUは、世界の多くの国々と自由貿易協定（FTA）や貿易要素を含むその他の協定を締結しており、さらに多くの国々と交渉中である。
2020年には、新型コロナウイルスの世界的流行の影響もあり、中国がアメリカを差し置いてEU最大の貿易相手国となった。

## 批判・懐疑論

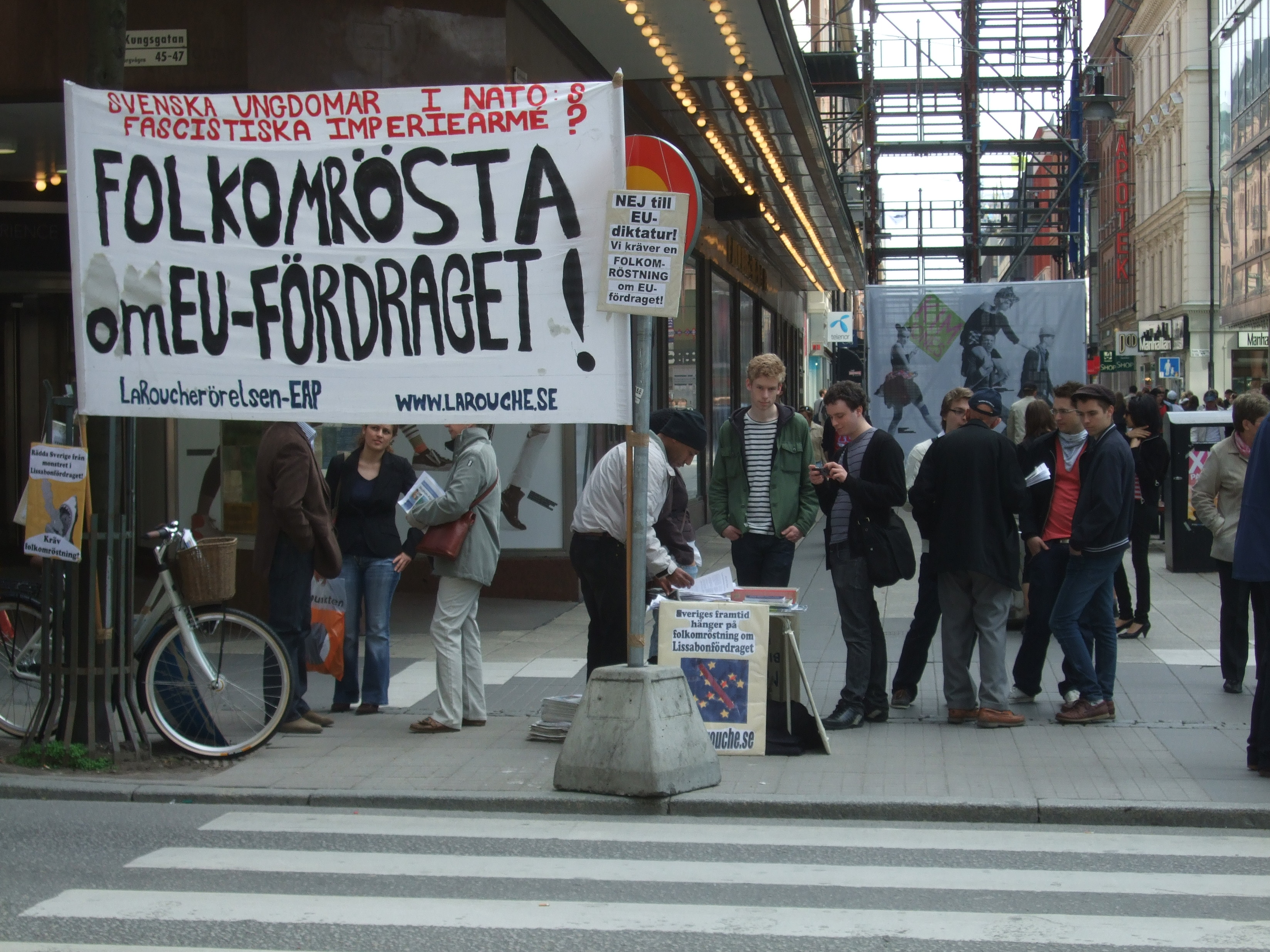
ストックホルムにおいて行われた、リスボン条約批准に反対するデモ活動 横断幕にはスウェーデン語で「EU条約は国民投票で！」と大書されている

ヨーロッパの統合が進められる中で、加盟国の主権とEUの権限の優劣関係や、EUの制度の下で享受される恩恵が加盟国間で不平等であるといった批判や疑問を唱える論調も存在する。政治分野での統合を目的に欧州政治共同体の設置構想が掲げられ、この手前の段階として1952年には欧州防衛共同体の創設に向けた作業が進められていた。しかしフランスにおいて設置条約の批准が国民議会において諮られていたが、国民議会はこれを拒否した。
2004年10月、将来の拡大における受け入れ態勢の整備と肥大化した機構の効率化、さらには政策決定手続の簡素化を盛り込んだ欧州憲法条約が調印されたが、同条約では「欧州連合の旗」や「欧州連合の歌」といったものを盛り込み、さながらEUをひとつの国家とするような性格を持っていた。これに対して加盟国の国民からは自国がEUにとって替えられるという不安から欧州憲法条約を危険視する風潮が起こり、2005年5月にフランスで、翌6月にオランダで行われた同条約の批准の是非を問う国民投票で反対票が賛成票を上回るという結果が出された。この事態にヨーロッパ統合を進めていたEUの首脳は動揺し、また一部の首脳からはEUのあり方について疑問や批判が出されるようになった。
2007年3月にベルリン宣言が発表され、EUの統合を進めていくことが再確認された。その後、欧州憲法条約から超国家主義的要素を排除し、EUの改革を進めるための新たな基本条約の策定が合意された。「改革条約」と位置づけられたこの条約は2007年12月にリスボン条約として調印される。ところがこの条約に対しても、市民にとって機構改革の必要性がわかりにくいなどの批判が起こり、2008年6月に行われたアイルランドでの国民投票でEUに批判的な政党が「わからないものには No を」と呼びかけるなどした結果、反対票が53.4%、賛成票が46.6%（投票率 53.1%）となり、ヨーロッパ統合は再び暗礁に乗り上げ、リスボン条約を推し進めてきた各国首脳らは欧州連合に対する市民の厳しい見方の存在を改めて痛感することになった。さらにポーランドやチェコでは議会で批准が承認されたリスボン条約に大統領が署名を拒み続けるということもあった。
またイギリスは1990年代後半から2000年代にかけて、EUのもとでヨーロッパ統合に前向きであったにもかかわらず、ユーロの導入に関して、1990年の欧州為替相場メカニズム参加を契機に起こったポンド危機の経験から消極的な姿勢が見られる。このイギリスの消極的な姿勢は2016年のEU離脱へ至る。くわえて、基本条約においてユーロ導入が義務付けられているスウェーデンも、1994年のEUへの加盟を問う国民投票で加盟賛成が53%を占めていたものの、議会がユーロ導入時期の決定について事実上の棚上げを宣言し、その後2003年のユーロ導入を問う国民投票で反対が56%を占めるという結果が出されている。

### ECBへの反発
イギリス労働党所属のジェレミー・コービンは、ユーロによって「銀行員達の欧州（bankers' Europe）」を加盟国に課す状況になると考えていた。1993年のマーストリヒト条約発効に先立ち、コービンはECB設立は欧州の国家が独自の政策をとる能力を弱めるだろうと予言していた。
「マーストリヒト条約の中心はECBの設立だ。国家と国家経済から独立したECBは銀行員たちによって運営され物価の安定だけがECBの政策となる。それは労働党政権やその他の政権が実現させたい社会的目標を下げてしまうだろう。マーストリヒト条約はアメリカのような連邦政府への道にならないどころか逆の方向に加盟国を誘導することになる。外交政策では、選挙で選ばれてもいない者で構成される委員会が外交政策を加盟国に押し付けそれらの者のために戦うことになるだろう。」と述べていた。

### 拡大に伴う不協和音
2000年以降、旧共産圏構成国への拡大を続けている。しかしながら、2010年以降これらの国々の中に強権的な政権が生まれ、「法の支配」を逸脱する行動を始めた。ハンガリーではオルバーン・ヴィクトルが長期政権を築き、司法・メディア・教育機関への介入、シリア難民の受け入れ拒否、同性愛禁止などを巡ってEUとの対立を繰り返している。ポーランドでは2015年に「法と正義（PiS）」が政権を握ると、憲法違反の可能性のある法律を次々に制定し、違憲審査権を行使する憲法法廷（憲法裁判所）の掌握を進めた。これを受けて、欧州委員会は欧州司法裁判所（ECJ）に提訴。裁判所はポーランドに対し、1日100万ユーロ（約1億3000万円）の制裁金を欧州委員会へ支払うことを命じた (Case C-204/21 R)。さらに2021年10月7日、ポーランドの憲法裁はEU基本条約のうち、司法制度などに関する一部条項が自国憲法と「相いれない」と判断。EU法で国家主権が制約され、憲法が国内最高法として扱われない状況も違憲だと認定した。欧州委員長のフォンデアライエンは「ＥＵの法秩序の一体性に対する真っ向からの挑戦だ」として資金提供停止をちらつかせた。これに対し、ポーランド首相のマテウシュ・モラヴィエツキは「脅しだ」と強く反発した。2022年より、加盟国による法の支配の原則に対する違反が認められる場合に、当該加盟国へのEU予算執行の停止などの措置をとることができる規則が制定され、欧州司法裁判所もこれを認めた。
一方、2022年、ロシアがウクライナに侵攻し、ポーランドがロシアとの対決姿勢を鮮明にすると、西側諸国は一転してポーランドを称賛し、強く支援し始める矛盾を見せているとの指摘もある。